# Крупнейшие морские катастрофы XX века

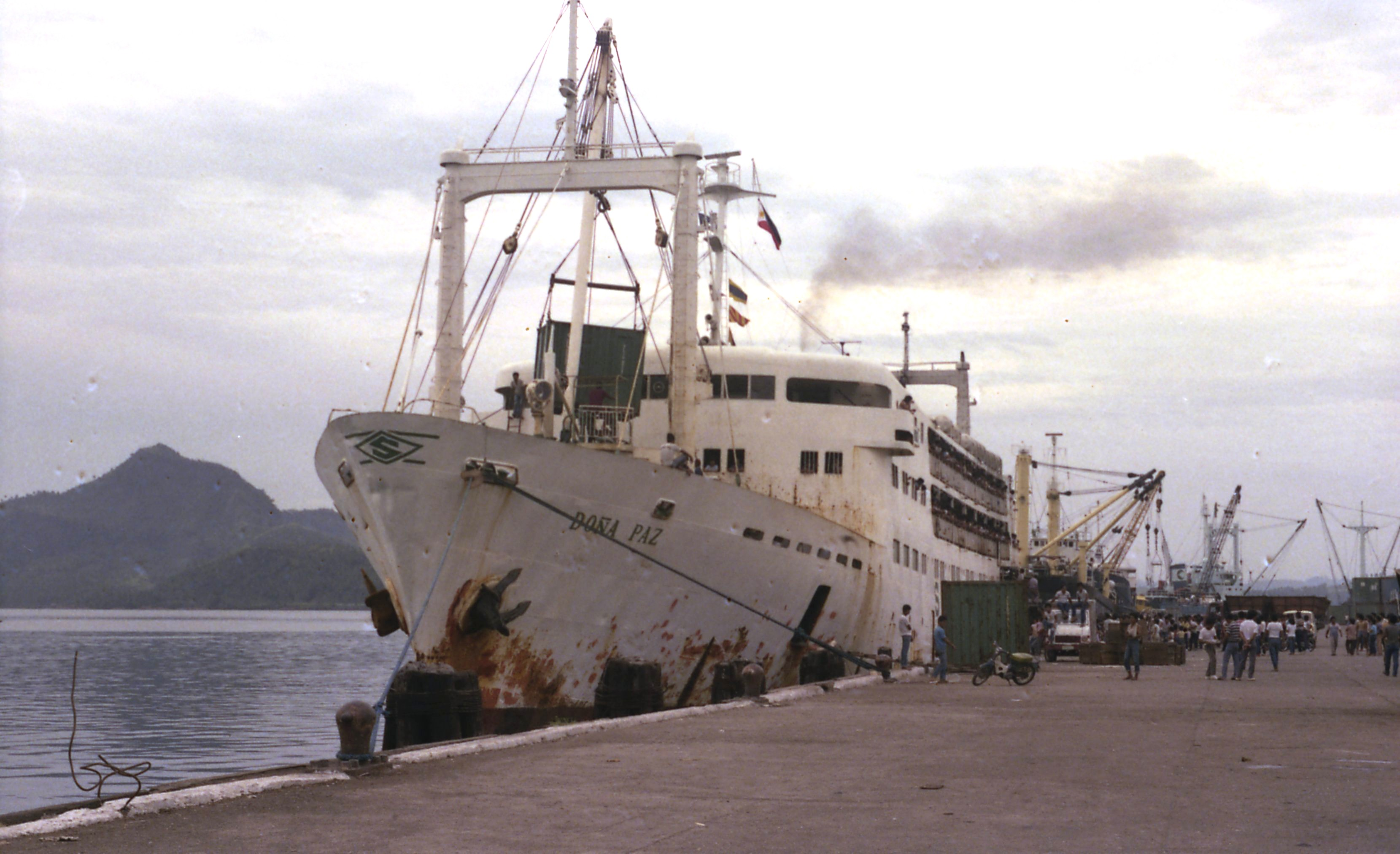
Пассажирский паром «Донья Пас», крушение которого 20 декабря 1987 года стало крупнейшей морской катастрофой в истории человечества по числу погибших (4383) в мирное время

Список океанских, морских и речных катастроф в XX веке, не связанных с боевыми действиями, в результате которых погибло 100 и более человек:

## 1901—1910
| Название корабля | Количество погибших | Страна приписки | Дата катастрофы   | Место катастрофы    | Причина катастрофы  |
| ---------------- | ------------------- | --------------- | ----------------- | ------------------- | ------------------- |
| «Генерал Слокам» | 1021                | США             | 15 июня 1904 года | Ист-Ривер           | Человеческий фактор |
| «Каморта»        | 655                 | Великобритания  | 6 мая 1902 года   | Бенгальский залив   | Природная стихия    |
| «Норье»          | 635                 | Дания           | 28 июня 1904 года | Атлантический океан | Человеческий фактор |

- 1901

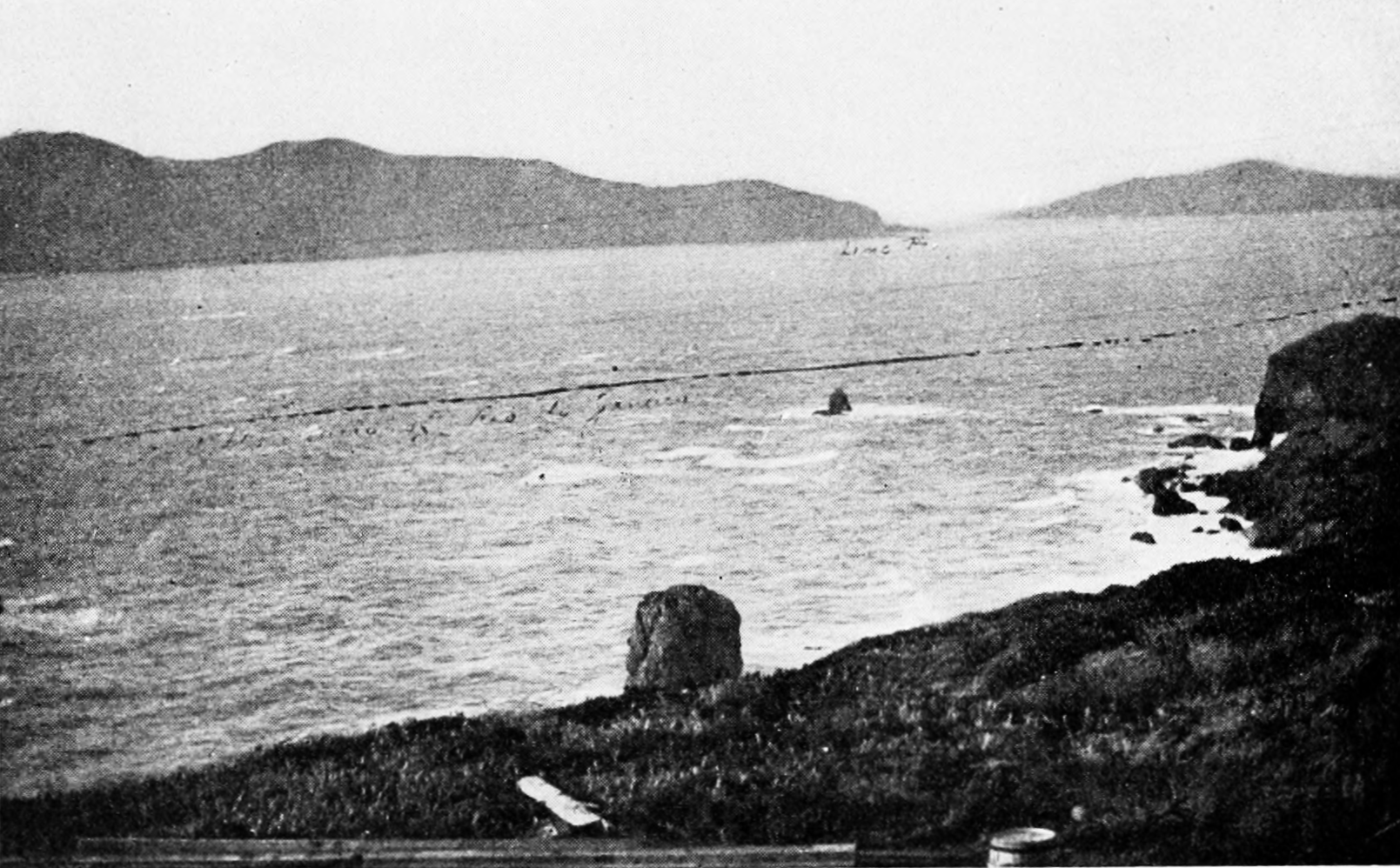
«Рио-де-Жанейро»

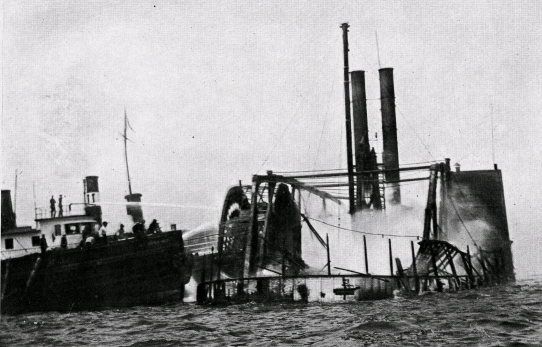
«Генерал Слокам»
(General Slocum)

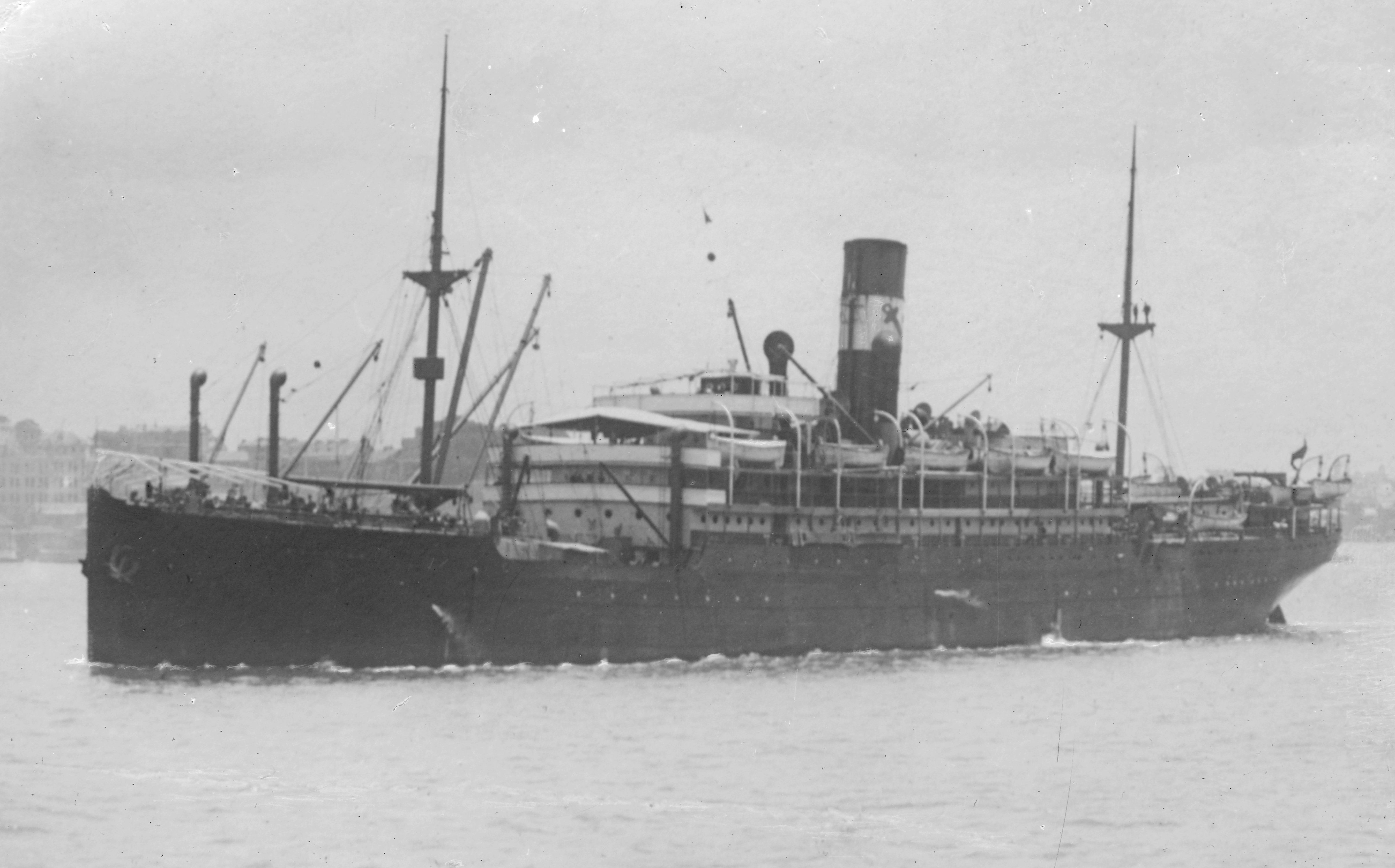
Пароход «Уарата»

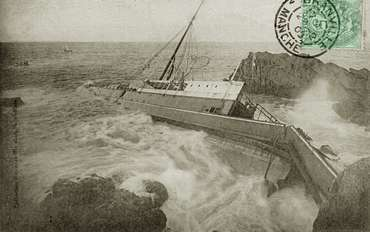
Пароход (Hilda)

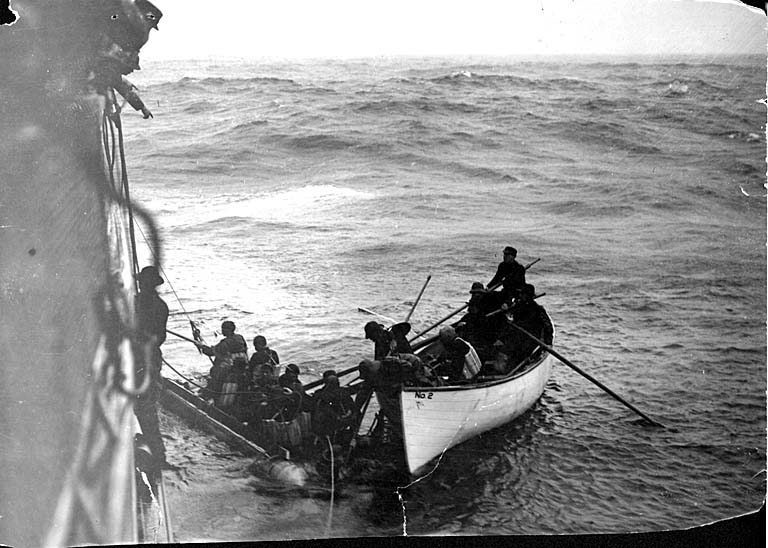
Спасение выживших в катастрофе парохода (SS Valencia)

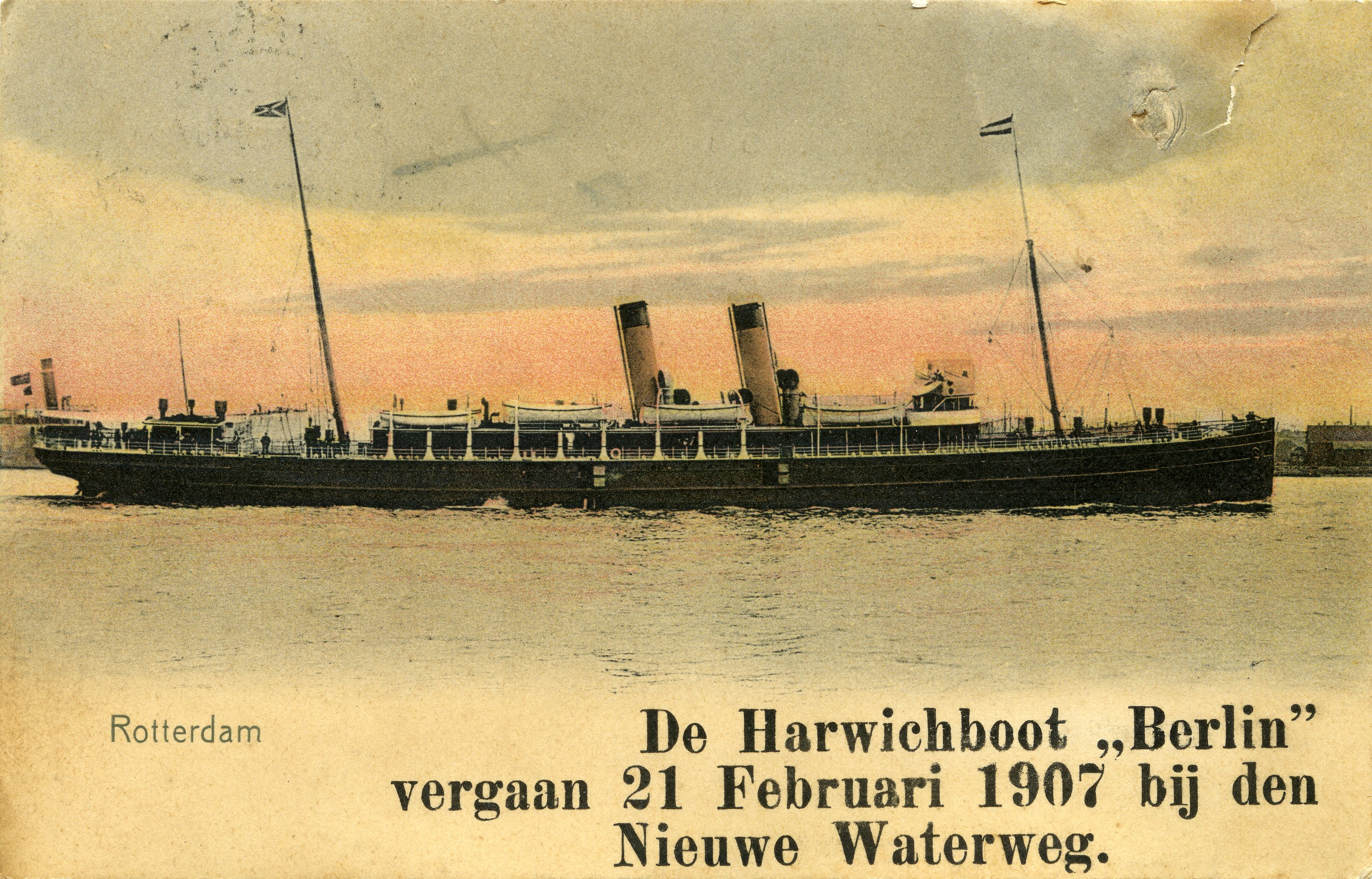
Пароход «Берлин» («Berlin»)

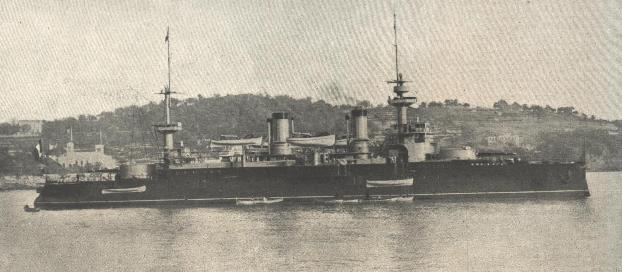
Броненосец «Йена»

  - 22 февраля, при входе в пролив Золотые ворота, разбилось на скалах пассажирское судно «Рио-де-Жанейро»; погибло 128 человек[1].
  - 1 апреля турецкий корабль «Аслана» разбился на подводных камнях в Красном море; жертвами катастрофы стали 180 человек[1].
  - 14 октября произошла самая крупная катастрофа за всю известную историю Байкала: в непогоду на озере затонуло судно «Потапов»; погибло 176 человек (в трагедии в основном погибли горожане и крестьяне из Хомутово и Оёка)[2][3][4][5].
- 1902
  - 6 мая в Бенгальском заливе было застигнуто циклоном близ Рангуна и потерпело крушение судно «Каморта»[англ.] под флагом Великобритании; число погибших составило 655 человек[6][7].
  - в конце сентября на озере Байкал, сарма сильно потрепал пароход «Александр Невский», а буксируемые им баржи, на которых возвращались с путины рыбаки со своими семьями, погибли. Трагедия произошла близ мыса Кобылья Голова, при выходе из Малого моря в Малые Ольхонские ворота. Натиск непогоды был настолько мощным, что команда парохода была вынуждена обрубить канат, на котором буксировались баржи, и последние остались сами по себе. Шедшую последней баржу, выбросило на песчаную отмель, и люди на ней спаслись, а две другие разбило о камни. Даже те немногие, кто сумел выбраться на берег, не имея возможности переодеться и развести огонь, вскоре погибли от переохлаждения[3]. Общее число жертв составило 172 человека[прим. 1][1][5].
- 1903
  - 7 июня близ города Марселя, французский пароход «Либо» столкнулся с судном «Инсюулэр» (фр. «Insulaire») и затонул. Жертвами происшествия стали около 150 пассажиров и членов экипажа корабля[1].
- 1904
  - 15 мая, после столкновения в густом тумане с японским броненосным крейсером «Касуга», перевернулся и затонул японский бронепалубный крейсер «Ёсино». Погибло 329 человек[8].
  - 15 июня в результате пожара на Ист-Ривер в Нью-Йорке вспыхнувшего на пассажирском колёсном пароходе «Генерал Слокам» погибло более 1000 человек[9].
  - 28 июня датское пассажирское судно «Норье» разбилось на рифах близ острова Роколл; крушение «Норвегии» унесло жизни 635 человек[10].
- 1905
  - 11 сентября в Сасебо, в результате взрыва кормового погреба, затонул флагман японского флота броненосец «Микаса». Погибло 250 матросов, 340 человек получили ранения различной степени тяжести[11].
  - 19 ноября на подводных скалах близ острова Сен-Мало, в условиях плохой видимости, потерпел крушение пароход «Хильда»[нем.] под флагом Германии; в катастрофе погибло 127 человек (выжил только один)[11].
- 1906
  - 21 января взорвался и быстро затонул стоявший на якоре линкор «Акидабан» (порт. «Aquidabã») Военно-морских сил Бразилии. Жертвами катастрофы стали 212 бразильских военнослужащих, 35 моряков получили ранения[11][12].
  - 22 января у побережья Британской Колумбии, близ острова Ванкувер, потерпело крушение американское судно «Валенсия» (англ. «SS Valencia»); жертвами страшной трагедии стали 129 человек[11][13].
  - 4 августа близ мыса Палас потерпел катастрофу парусник «Сирио»[англ.] под итальянским флагом. По разным оценкам жертвами трагедии стали от 350 до 442 человек[11].
- 1907
  - 11 февраля английский пассажирский пароход «Ларчмонт» (англ. Larchmont) во время сильного тумана столкнулся в гавани города Нью-Йорка с углевозом. В результате удара «Ларчмонт» получил пробоину и затонул в течение 20 минут. Трагедия унесла жизни 131 человека, лишь 19 удалось спастись (большинство спасшихся — члены команды корабля во главе с капитаном, которые первыми покинули корабль оставив пассажиров на произвол судьбы)[13][14].
  - 21 февраля совершая рейс из порта Гарвич через Ла-Манш близ берегов Нидерландов, во время шторма, в результате удара об угол каменно-бетонного мола, потерпел крушение пароход «Берлин» (нем. «Berlin»). Погибло 129 человек, спастись удалось лишь пятнадцати[15][16].
  - 24 февраля потерпел крушение австро-венгерский пароход «Императрикс» (англ. «lmperatrix»); погибло 137 человек[13].
  - 12 марта на стоящем в корабельном док французском додредноуте «Йена» (фр. «Iéna») внезапно произошла серия взрывов, которые продолжались, до тех пор, пока не сдетонировала большая часть полного боезапаса эскадренного броненосца; последовавший взрыв был такой силы, что пострадали стоявшие в отдалении броненосцы «Сюффрен» и «Патри». Причиной катастрофы, унёсшей жизни 120 моряков и 2 гражданских лиц (погибших от разлетающихся обломков) было самовозгорание нитроцеллюлезного пороха[17][18][19].
  - 26 ноября в Северном море потерпел крушение турецкий пароход «Каптан» (англ. «Kaptan») затонул во время шторма; погибли 110 человек[13].
- 1908
  - 23 марта близ Хакодате потерпел крушение японский пароход «Мацу Мару» (англ. «Matsu Маru»); погибло около 300 человек[13][20].
  - 30 апреля, при возвращении из учебного похода, на находившемся в гавани Мако на острове Тайвань бронепалубном крейсере «Мацусима» произошёл взрыв порохового зарядного погреба. Корабль накренился на правый борт и затонул кормой. Погибло 206 моряков Императорского флота Японии, в том числе 32 курсанта; достоверно установить причину трагедии так и не удалось; по результатам проведенного расследования взрыв списали на человеческий фактор[21][22].
  - 28 июля в одной из бухт Британского Гонконга во время сильного тайфуна потерпел крушение английский пароход «Уинг Кинг» (англ. «Ying Кing»); 421 человек погиб[13][23].
  - 6 ноября при шквальном ветре затонуло судно «Тэйш» (англ. «Taish») под флагом Великобритании; жертвами природной стихии стало около 150 человек находившихся на борту корабля[13].
- 1909
  - 28 июля английский пассажирский пароход «Уарата», на борту которого находилось 211 пассажиров и членов экипажа, вышедший из порта Натал, пропал без вести вместе с людьми; найти судно не удалось по сей день[6][24].
  - 14 ноября английское судно «Онда» (англ. «Onda») столкнулось близ Сингапура с французским пароходом «Скайн» (англ. «Scyne»); погибло более 100 человек[13].
- 1910
  - январь — из Порт-Луи (Маврикий) вышел в свой очередной рейс пароход «Лудиана» (англ. «Ludiana») и взял курс на Коломбо; больше этот английский корабль никто не видел, 166 человек пропали без вести[13].
  - 9 февраля близ острова Менорка сел на мель французский пассажирский пароход «Генерал Чанзи» (фр. «General Chanzy»); в кораблекрушении погибло около 200 человек[13][25].

## 1911—1920
| Название корабля       | Количество погибших | Страна приписки | Дата катастрофы     | Место катастрофы       | Причина катастрофы  |
| ---------------------- | ------------------- | --------------- | ------------------- | ---------------------- | ------------------- |
| «Монблан»              | ~ 2000              | Франция         | 6 декабря 1917 года | Галифакс (Канада)      | Человеческий фактор |
| «Титаник»              | 1496                | Великобритания  | 15 апреля 1912 года | Северная Атлантика     | Айсберг             |
| «Императрица Ирландии» | 1014                | Канада          | 29 мая 1914 года    | Река Святого Лаврентия | Человеческий фактор |

- 1911

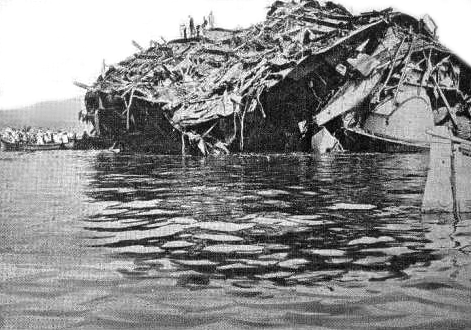
Броненосец «Либерте» («Liberté»)

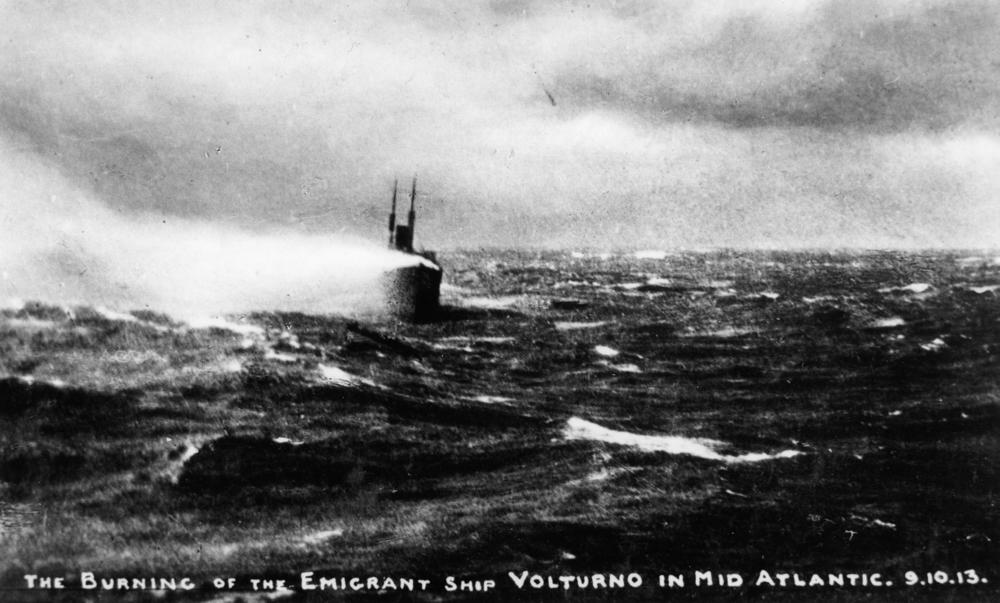
Пожар на «Вольтурно»

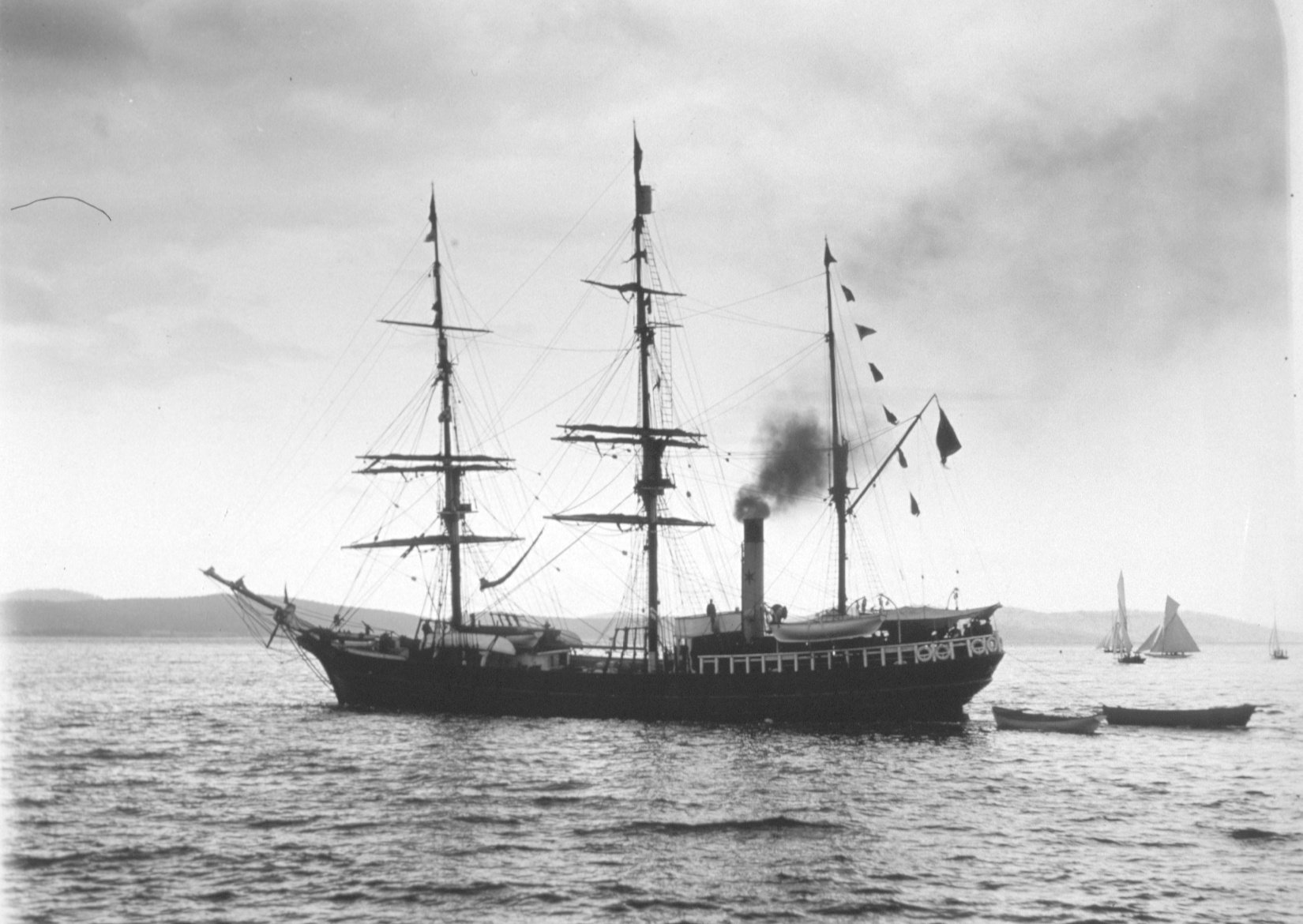
Барк «Южный Крест»

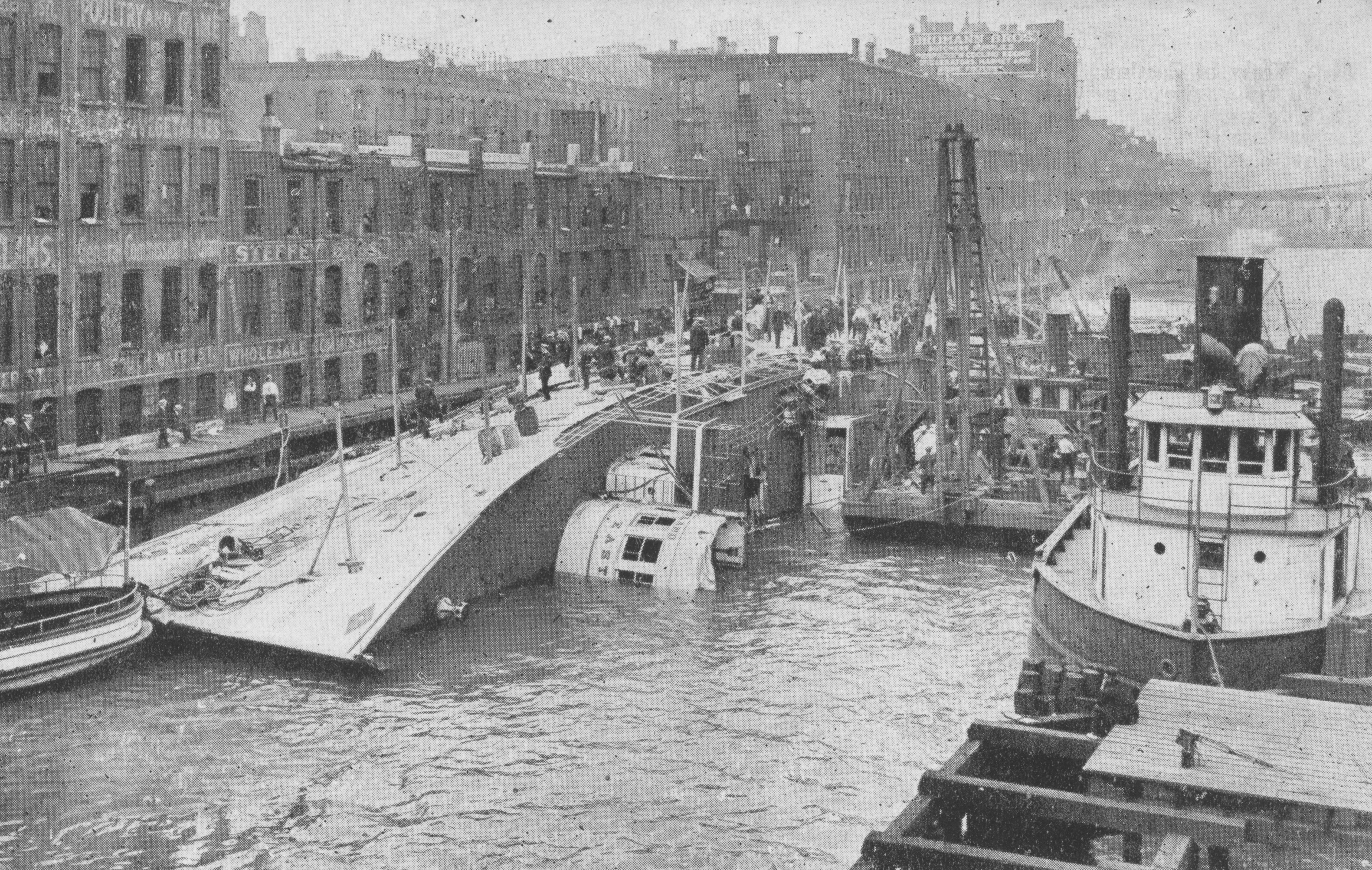
Пароход «Истлэнд» («Eastland»)

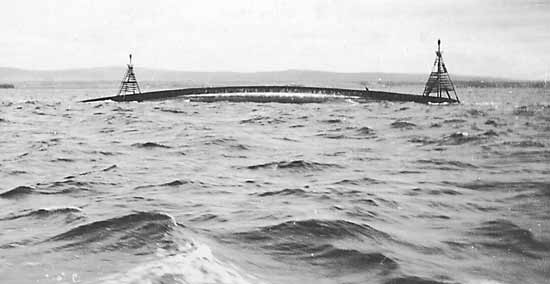
Крейсер «Натал» («Natal»)

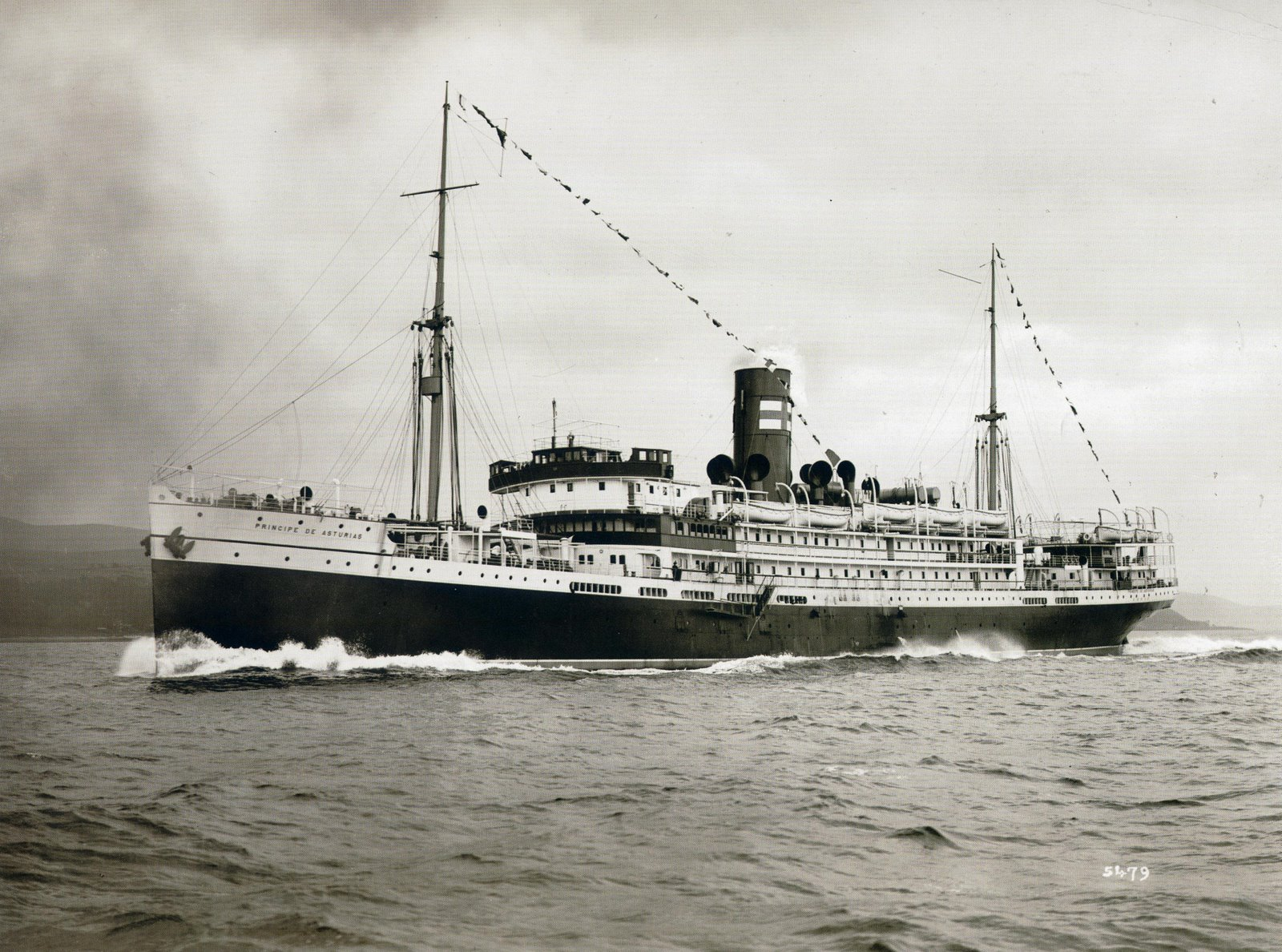
«Принсисипе де Астуриас»
(«Príncipe de Asturias»)

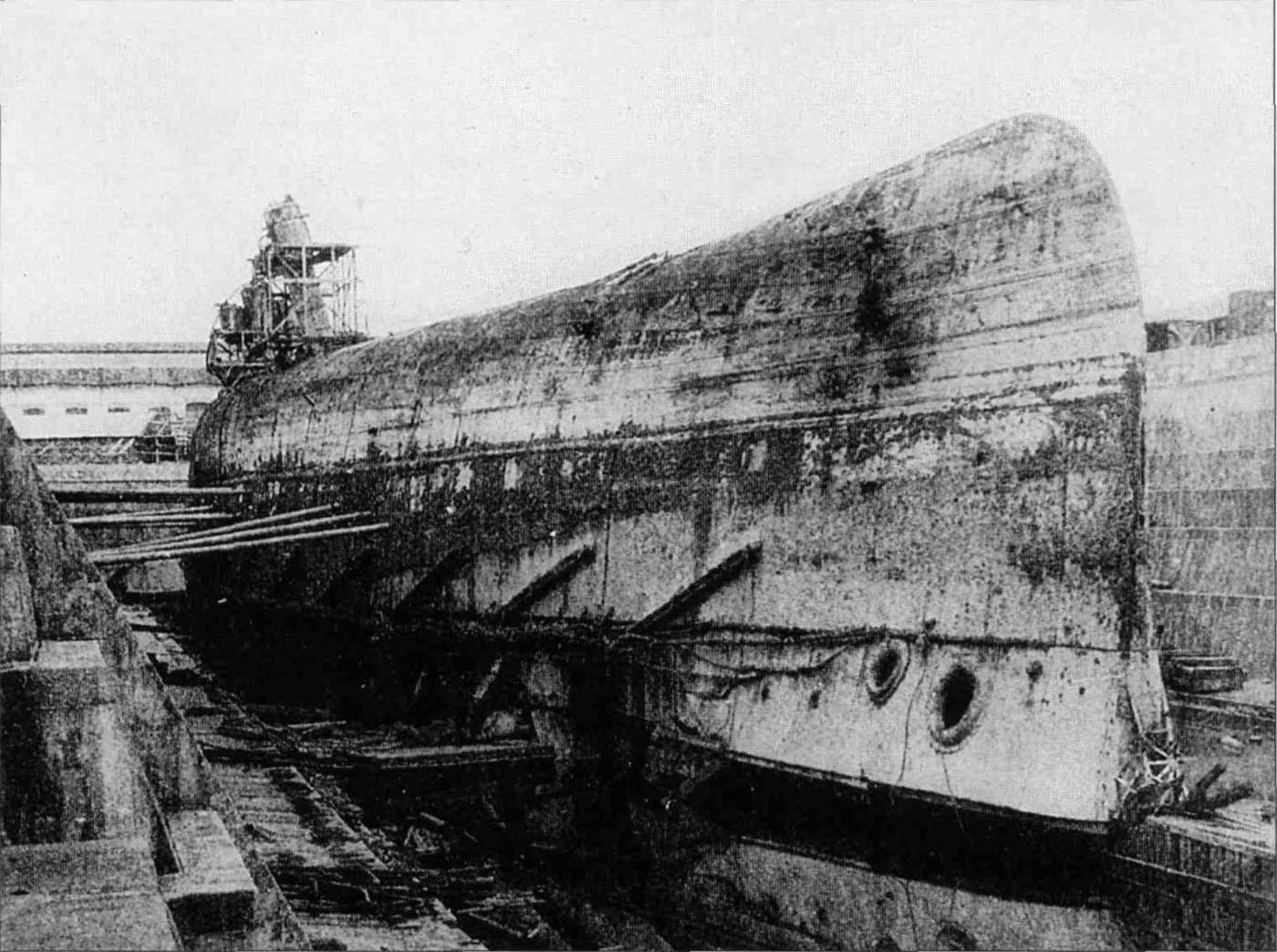
Линкор «Императрица Мария»

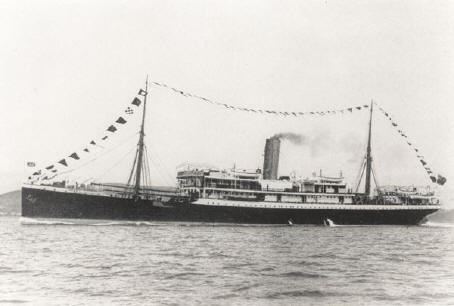
Транспорт «Менди» (Mendi)

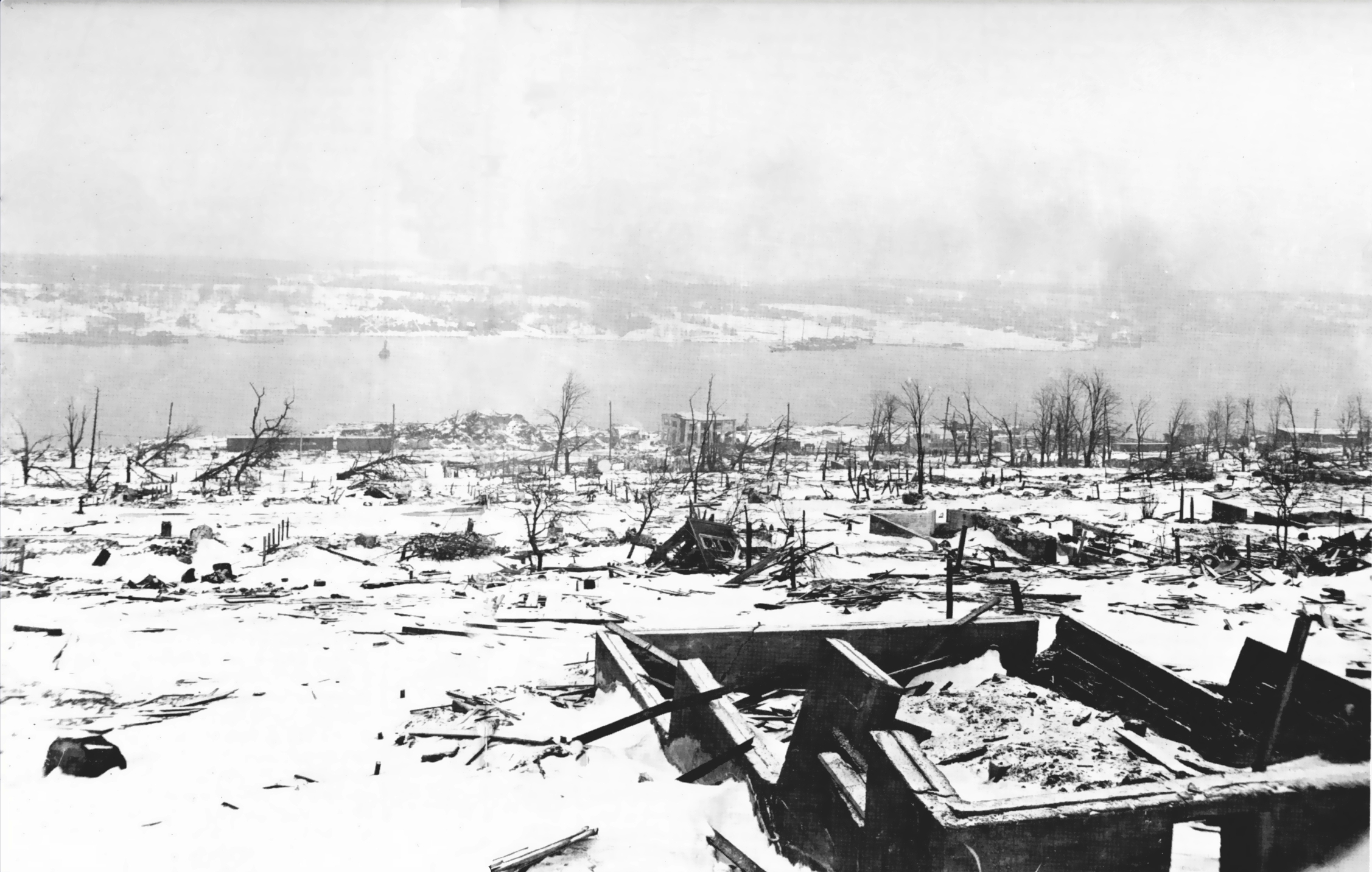
Последствия взрыва в Галифаксе

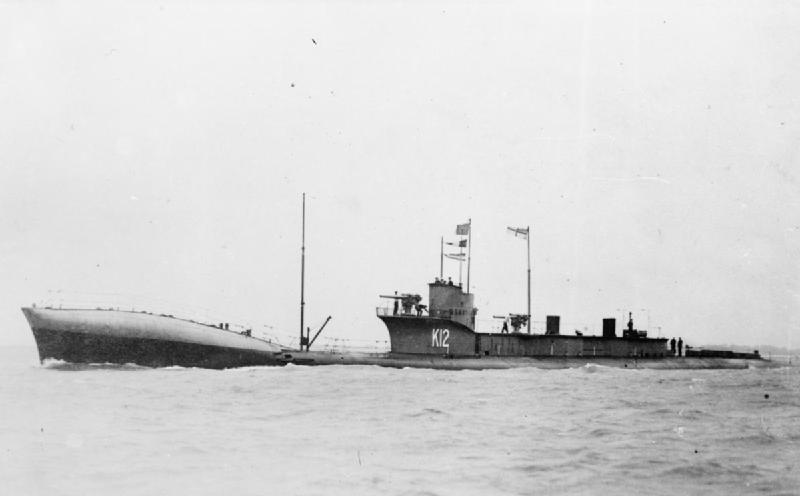
Подлодка HMS K12

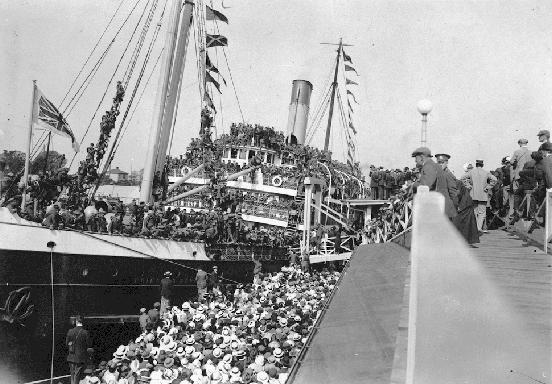
«Принцесса София»
(«SS Princess Sophia»)

  - 11 января произошло одно из самых масштабных кораблекрушений на Чёрном море: во время сильного шторма затонул пароход «Русь» под флагом Российской империи; трагедия унесла жизни 172 человек[26].
  - 23 марта исчез пассажирский пароход «Йонгала» (англ. «SS Yongala») со всеми находившимися на борту людьми (122 человека); остов судна был найден только спустя пол века у восточного побережья Австралии[27] (теперь это место привлекает любителей дайвинга со всего мира[28]).
  - 2 апреля потерпел крушение английский пароход «Кумбуна» (англ. «Koоmbuna»), который выбросило на скалы налетевшим шквалом; погибло около 200 человек[13][20].
  - 25 сентября около 6 часов утра в крюйт-камере стоявшего на рейде в Тулоне французского эскадренного броненосца «Либерте» (фр. «Liberté») прогремел взрыв унёсший жизни 210 человек; 184 были ранены[6][29].
- 1912
  - 20 марта британский пароход «Кумбана»[англ.] потерпел крушение в тропическом циклоне к северу от Порт-Хедленд (Западная Австралия); погибли 76 пассажиров и 74 члена экипажа[30][31].
  - 21 марта близ побережья Республики Перу потерпел крушение пароход «Кэшпол» (англ. «Cachepol») шедший под флагом Североамериканских Соединённых Штатов; в катастрофе погибло более 150 человек[13].
  - 15 апреля в ночь, во время своего первого рейса в северной Атлантике, столкнувшись с айсбергом, затонул британский трансатлантический пароход «Титаник»; погибло 1496 человек[32]. 712 спасшихся в катастрофе подобрал на борт пароход «Карпатия»[33].
  - 23 сентября произошла крупнейшая на Северной Двине катастрофа: на реке затонул российский пароход «Обновка»; в катастрофе погибло 115 человек[34].
  - 28 сентября во время мощного тайфуна около Японских островов затонул пароход «Кике Мару»[англ.] под японским флагом, погибло более 1000 человек[34].
- 1913
  - 1 марта британский пароход «Кальвадос» (англ. «Calvados») потерпел крушение в Мраморном море близ побережья Турции, для 200 человек это путешествие стало последним[34].
  - 9 октября на судне «Вольтурно», в самый разгар шторма, начался пожар, который привёл к гибели судна. 136 человек, в основном женщины и дети, погибли во время первой неудачной попытки спустить на воду спасательные шлюпки, более 500 человек были спасены подошедшими судами[6][35].
- 1914
  - 31 марта пропал без вести (вместе со всем экипажем из 173 человек) китобойный парусно-винтовой барк «Южный Крест» (англ. «Southern Cross»)[34][36].
  - 29 мая в результате столкновения на Реке Святого Лаврентия норвежского углевоза «Сторстадт» (нюнорск «Storstad») и канадского пассажирского судна «Эмпресс оф Айленд»; из 420 членов экипажа и 1057 пассажиров «Императрицы Ирландии» выжило только 463 человека[37].
  - 26 ноября на реке Темза, линкор додредноудного типа «Бульварк»[англ.] взорвался на рейде Ширнесса; 738 моряков британского флота погибли в результате трагедии[38][39].
  - 4 ноября в результате мощного взрыва произошедшего на борту судна был сильно повреждён и быстро затонул немецкий лёгкий крейсер «Карлсруэ»; в катастрофе погибли 133 военнослужащих Кайзерлихмарине[40].
- 1915
  - 3 февраля у северного побережья Ирландии затонул крейсер «Clan McNaughton»; погиб 261 человек, не спасся никто, поэтому подробности катастрофы остаются загадкой[41].
  - 27 мая подорвался на собственных минах заградитель «Принцесса Ирен» (англ. «HMS Princess Irene») военно-морского флота Великобритании. Погибли более 400 человек[42][43].
  - 24 июля у причала на реке Чикаго из-за перегрузки перевернулся экскурсионный пароход «Истлэнд» (англ. «Eastland»). Несмотря на то, что помощь находилась буквально в двух шагах, жертвами катастрофы стали 844 человека[6][44].
  - 15 сентября итальянский эскадренный броненосец «Бенедетто Брин» был уничтожен внутренним взрывом; жертвами чрезвычайного происшествия стали 454 итальянских моряка, среди которых был и контр-адмирал Рубин де Сервен (итал. Ernesto Rubin de Cervin)[45][46].
  - 28 октября английское судно «Сарния»[англ.], построенное в 1910 году для перевозки пассажиров и переоборудованное во время Первой мировой войны во вспомогательный тральщик, потерпело крушение в проливе Дарданеллы; 154 британских моряка погибли[47].
  - 30 декабря на рейде Кромарти над крейсере «Натал» (англ. «Natal») возник пожар; не успели с соседних кораблей подать помощь, как пламя добралось до пороховых погребов и крейсер взлетел на воздух. Погибло 420 человек[45][48].
- 1916
  - 3 февраля, во время шторма в Тихом океане, японское судно «Дайджин Мару» потерпело катастрофу; жертвами стихии стали 160 человек[45].
  - 3 марта испанский лайнер «Принсисипе де Астуриас» (исп. «Príncipe de Asturias») затонул близ побережья Бразилии, погибло 588 человек[45][49].
  - 2 августа на итальянском линкоре «Леонардо да Винчи», стоявшем в Таранто[50], прогремел взрыв: произошла детонация боеприпасов во время их разгрузки; корабль, в результате взрыва, ушёл в воду на 11 метров[51], погибли 248 человек (21 офицер и 227 матросов)[45][52]. Сперва командование итальянского флота и власти страны пытались объяснить инцидент диверсией, однако позднее они были вынуждены признать, что причиной катастрофы стало несоблюдение техники безопасности при работе с взрывчатыми веществами.
  - 29 августа пароход «Син-Ю»[англ.] затонул после столкновения с крейсером у берегов Южного Китая. Невнимательность стоила жизни примерно 1000 человек[45].
  - 20 октября на рейде города Севастополя (Крым) на линкоре-дредноуте российского императорского флота «Императрица Мария» произошёл взрыв порохового погреба, корабль затонул (225 погибших, 85 тяжелораненых)[45]. Операцией по спасению моряков лично руководил адмирал А. В. Колчак; комиссии по расследованию катастрофы так и не удалось выяснить причины взрыва[53].
  - 8 ноября в порту города Архангельска взлетел на воздух транспорт «Барон Дризен» с грузом взрывчатки. Было уничтожено три рядом стоящих судна и три плавучих крана, сильно пострадали береговые сооружения. Итог: около 800 погибших, хотя многие историки находят эту цифру сильно заниженной[54][55][56].
- 1917
  - 13 января в районе аванпорта «Экономия» (Архангельск) произошёл взрыв парохода «Семён Челюскин», который имел на борту 300 тонн тринитротолуола, 300 тонн бездымного пороха, почти 100 тонн чёрного пороха, 30 тонн мелинита, 100000 гранат и шрапнелей, 26000 детонаторов и других опасных грузов присланных союзниками России в Первой мировой войне для борьбы с Германской империей. Погибли и пропали без вести 284 человека, ранены 299 человек; серьёзные разрушения инфраструктуры порта[54].
  - 14 января в порту города Йокосука взорвался и затонул японский крейсер «Цукуба» (яп. 筑波) — головной корабль одноимённой серии; погибло около двухсот военнослужащих Страны восходящего солнца[55].
  - 21 февраля в Ла-Манше произошло одно из самых масштабных кораблекрушений в истории пролива: после столкновения в условиях плохой видимости с судном «Дарро» (англ. «Darro»), пошёл ко дну английский транспортный корабль «Менди» (англ. Mendi), погибло 627 человек, большинство из которых были черные южноафриканские войска[55][57].
  - 9 июля в шотландской гавани Скапа-Флоу на Оркнейских островах взорвался и затонул линейный корабль «Авангард» (англ. «Vanguard») военно-морских сил Великобритании; из 806 членов экипажа выжили только два английских моряка[23][55][58].
  - 6 декабря в гавани Галифакса (Новая Шотландия) столкнулись норвежский сухогруз «Имо» (англ. «Imo») и французский военный транспорт «Монблан» (англ. «SS Mont-Blanc») с грузом тротила, пироксилина и пикриновой кислоты. Последовавший взрыв уничтожил весь экипаж, около 2.000 человек погибли под обломками зданий и из-за возникших после взрыва пожаров. Приблизительно 9 тысяч человек получили ранения, 400 человек лишились зрения[59].
- 1918
  - 12 января — Эскадренный миноносец «Narborough»[англ.] ВМС Соединённого Королевства налетел на мель и затонул. Погибло 188 человек, из всего экипажа спасся только один моряк[60][61][62].
  - 31 января — чёрная дата в истории британского подводного флота: за одну ночь ВМС Великобритании лишились пяти субмарин (затонули К-4 и К-17, а К-6, К-14 и К-22 получили сильные повреждения); погибли 115 офицеров и матросов[23][55]. Несмотря на трагизм ситуации, эти события иронично окрестили битвой у острова Мэй.
  - 4 марта из порта острова Барбадос вышел рудовоз «Циклоп» под флагом США направляясь через Бермудский треугольник в Норфолк. В пункт назначения судно так и не прибыло; на борту находилось 306 пассажиров и членов команды[63].
  - 25 апреля близ Ханькоу, после столкновения с другим кораблём, получило пробоину ниже ватерлинии и затонуло китайское пассажирское судно «Kiang Kwan»; более 500 погибших[23].
  - 12 июля в Японском море в заливе Токуяма, на линейном корабле «Кавати» (Япония) самопроизвольно сдетонировал боеприпас военного корабля; погиб 621 японский военнослужащий из 1059, находившихся на борту в момент взрыва[23].
  - 3 октября британский пароход «Буруту»[англ.] столкнулся у берегов Южного Уэльса с судном «Гонг Мох»[англ.]; в результате погибло более 160 человек[64].
  - 6 октября британский пассажирский лайнер «Отранто» затонул близ Шотландии после столкновения с другим судном; число жертв составило 431 человек (большинство из них были находившиеся на борту американские солдаты)[23].
  - 25 октября неподалёку от Аляски потерпел крушение канадский корабль «Принцесса София» (англ. «SS Princess Sophia»); 398 погибших[23].
- 1919
  - 1 января английская яхта «Iolaire»[англ.] с паровым двигателем затонула близ шотландского побережья; в результате кораблекрушения погибло 270 подданных английской короны[23].
  - 15 января в Мессинском проливе потерпело катастрофу, подорвавшись на мине времён Первой мировой войны, французское судно «Шауйя» (фр. Chaouia); жертвами трагедии стали 476 пассажиров и членов команды парохода[23][65][66].
  - 10 сентября на пути из Гаваны в Ки-Уэст потерпел крушение испанский пароход «Valbanera» (англ. «Valbanera»); трагедия унесла жизни 488 человек находившихся на борту судна[23][67].
- 1920
  - 12 января в Бискайском заливе, налетев на плавучий маяк, получил пробоину ниже ватерлинии французский пассажирский пароход «Африка» (фр. Afrique); экипаж не смог справиться с поступлением воды и судно пошло на дно; в катастрофе погибло 564 человека[23].

## 1921—1930
| Название корабля             | Количество погибших | Страна приписки | Дата катастрофы      | Место катастрофы    | Причина катастрофы  |
| ---------------------------- | ------------------- | --------------- | -------------------- | ------------------- | ------------------- |
| «Kuang Yuang»                | ~ 1200              | Китай           | 16 октября 1926 года | Янцзы               | Человеческий фактор |
| «Гонконг» (англ. «Hongkong») | 1094                | Китай           | 28 марта 1921 года   | Южно-Китайское море | Человеческий фактор |
| «Хонг Мо»                    | 972                 | Китай           | 3 марта 1921 года    | Южно-Китайское море | Природная стихия    |

- 1921

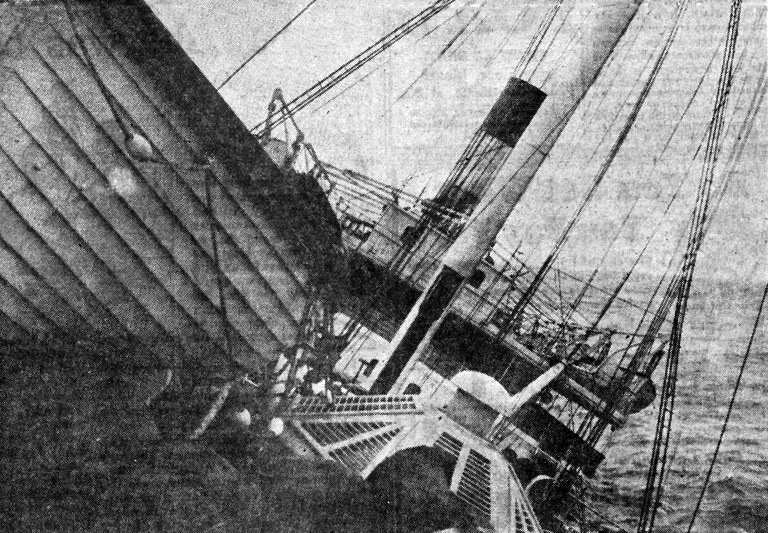
Пароход «Вестрис» («Vestris»)

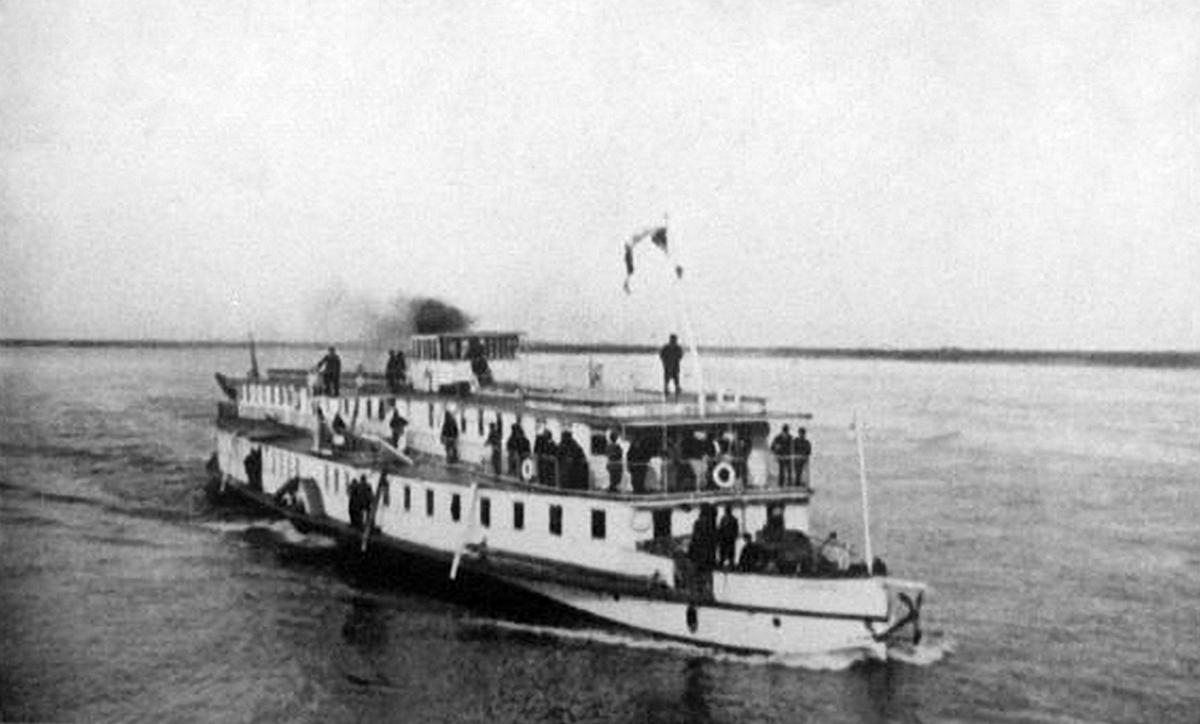
Пароход «Кормилецъ» («Совнарком»)

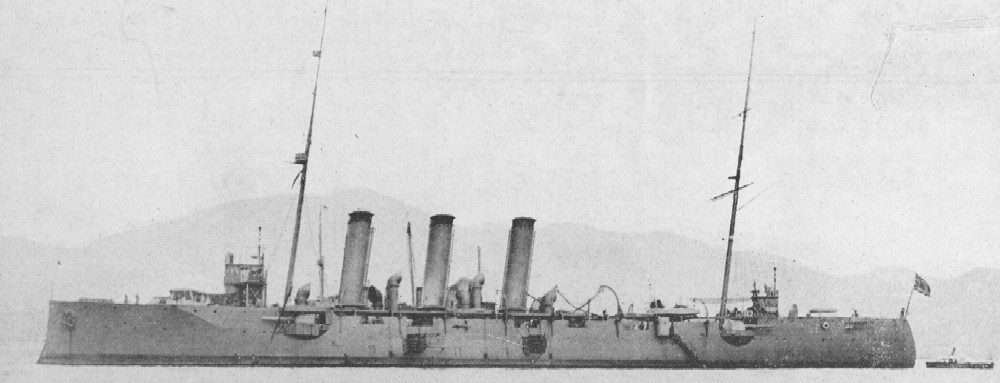
Крейсер «Ниитака» (Япония)

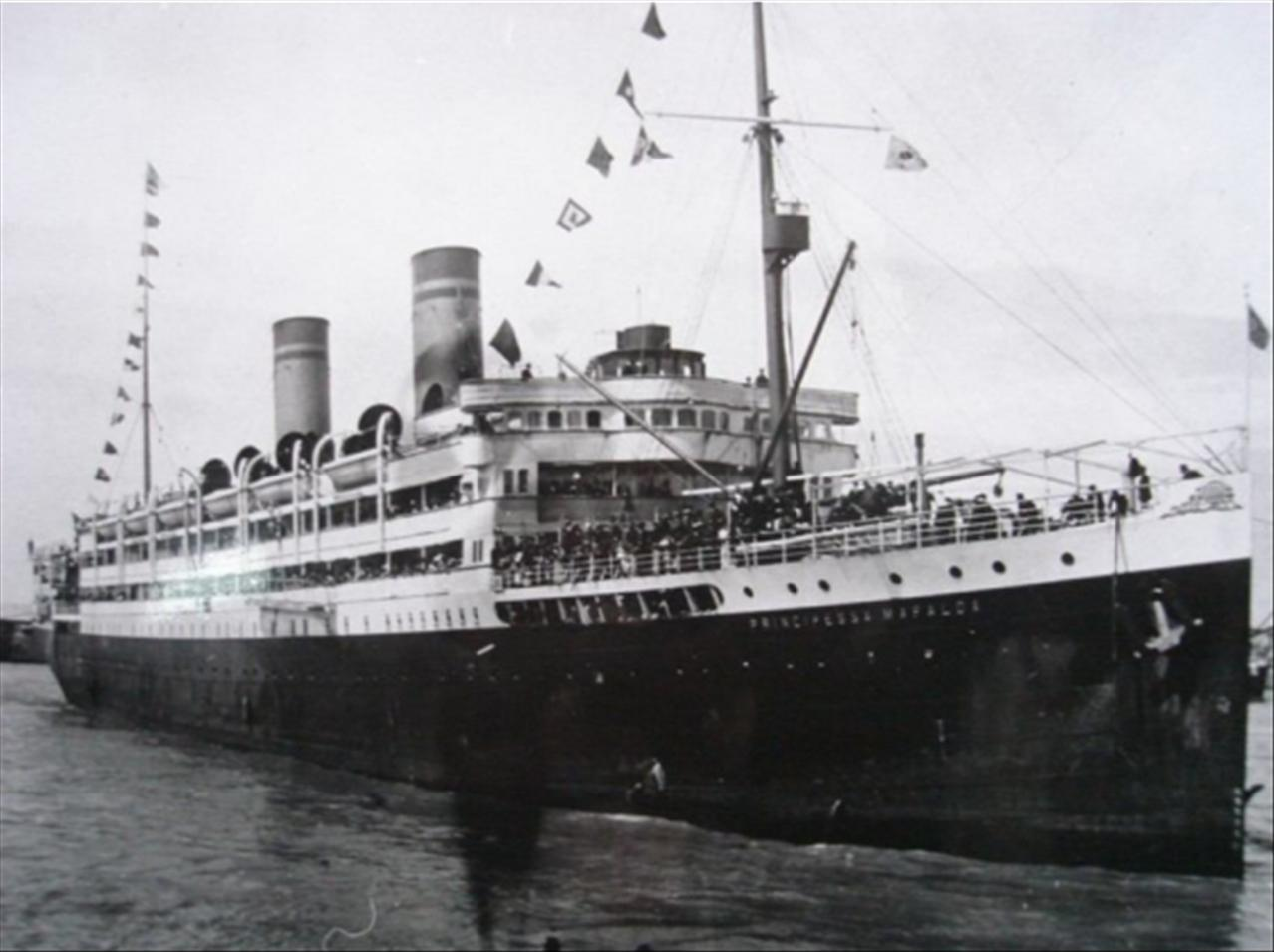
Лайнер «Принцесса Мафальда»
(«Principessa Mafalda»)

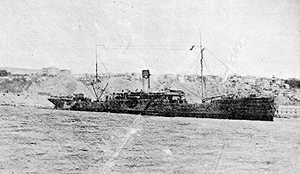
Пароход Ангамес

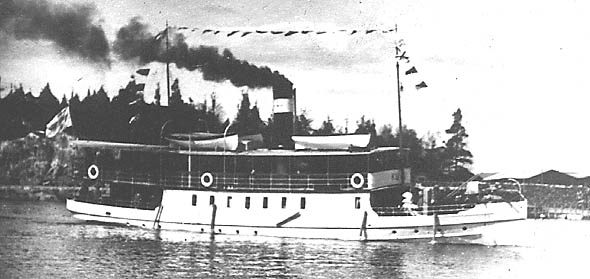
Пароход Куру (судно)

  - 2 января испанское пассажирское судно «Санта-Исабель» (исп. «Santa Isabel») налетев на мель близ островка Сальвора в Галисии, распалось на две части и затонуло; погибло 244 человека[68][69].
  - 3 марта во время шторма налетел на скалы китайский пассажирский пароход «Хонг Мо» (англ. «Hong Moh»); погибло 972 человека[13][70].
  - 28 марта разбился, налетев на подводную скалу близ Сватоу (ныне Шаньтоу), китайский пассажирский пароход «Гонконг» (англ. «Hongkong»); погибло 1094 человека[23][65].
  - 8 мая, после столкновения с опорой моста через Обь, затонул советский пароход «Совнарком». Точное число погибших не известно, по разным оценкам на борту находилось от 225 до 400 пассажиров; спаслось менее ста[6][71].
- 1922
  - 26 августа неподалёку от побережья полуострова Камчатка потерпел крушение японский бронепалубный крейсер «Ниитака»; причиной кораблекрушения стал тайфун; погибло 284 военнослужащих ВМС Японии[23], позднее, по неподтверждённым источникам, выживший командир корабля совершил харакири[72].
  - 29 августа близ Копибмо дождь и штормовой ветер стали причиной гибели чилийского парохода «Итата» (англ. «Itata»); кораблекрушение стало причиной смерти 301 человека[23][65].
- 1923
  - 10 марта близ Пирея в катастрофе парохода «Alexander», шедшего под флагом Греции, погибло 150 человек[23][65].
  - 23 апреля близ мыса Фрио разбился и затонул португальский почтовый корабль «Mossamedes»; число жертв составило 220 человек[23][65].
- 1925
  - 12 марта японское пассажирское судно «Uwajima Maru» пошло ко дну близ острова Кюсю (Японский архипелаг); в катастрофе погибло 102 человека[73].
- 1926
  - 22 марта бразильское пассажирское судно «Paes de Carvalho» загорелось и затонуло в реке Амазонка; погибли 104 человека из 189 находившихся на борту корабля[74].
  - 27 апреля на скалы близ острова Парамушир штормовым ветром было выброшено китайское судно «Чичибу» (англ. «Chichibu»); итогом катастрофы стала гибель 230 пассажиров и членов экипажа парохода[23][65].
  - 28 августа в Морском канале Ленинградского торгового порта, столкнувшись со стенкой строящегося Хлебного мола, затонул советский пароход «Буревестник»; по официальной версии погибло 66 человек[75], однако ряд экспертов считают эту цифру в несколько раз заниженной[23][65].
  - 16 октября на реке Янцзы неподалёку от Клукианга взорвался китайский транспорт «Kuang Yuang» перевозивший солдат Сунь Чуаньфана; жертвами трагедии стали более 1200 человек[23][76].
- 1927
  - 28 мая филиппинский пассажирский паром «Negros» затонул во время сильного тайфуна; погибли 108 из 178 человек находившихся на борту судна в момент катастрофы[77].
  - 24 августа потерпел крушение японский эскадренный миноносец «Warabi»; 111 погибших[78][79].
  - 16 сентября японское судно «Wusung» перевозившее рабочих затонуло в районе Курильских островов; погибло около 900 человек[80].
  - 25 октября вследствие перелома гребного вала потерпел крушение в Атлантическом океане итальянский пассажирский океанский лайнер «Принцесса Мафальда» (итал. «Principessa Mafalda»); погибло 314 человек[23][65][81].
  - 15 ноября британское пассажирское судно «Sant Tookaram» затонуло в Аравийском море в 60 морских милях (110 км) к югу от города Бомбея; в катастрофе погибло 118 человек[82][83][84][85].
- 1928
  - 7 июля в гавани Арауко потерпел крушение пароход «Ангамес»[англ.] под флагом Республики Чили; итог: 291 погибший[23].
  - 12 ноября, неподалёку от восточного побережья Соединённых Штатов Америки, во время шторма затонул грузопассажирский пароход «Вестрис» (англ. «Vestris») шедший под флагом Великобритании. В кораблекрушении погибло 159 человек[86].
- 1929
  - 16 января налетев на мель, потерпело крушение китайской пассажирское судно «Hsin Wah»[англ.]; в кораблекрушении погибли более 400 человек[87][88].
  - 7 сентября финское пассажирское судно «Куру»[англ.] затонуло на озере Нясиярви расположенном в южной части страны; катастрофа унесла жизни 138 человек находившихся на борту корабля[89].
  - 21 декабря близ острова Гонконг, в результате природной стихии, потерпело кораблекрушение китайское судно «Lee Cheong»; более 300 человек погибли в катастрофе[23].

## 1931—1940
| Название корабля | Количество погибших | Страна приписки | Дата катастрофы      | Место катастрофы | Причина катастрофы                    |
| ---------------- | ------------------- | --------------- | -------------------- | ---------------- | ------------------------------------- |
| «Индигирка»      | 745                 | СССР            | 12 декабря 1939 года | Японское море    | Человеческий фактор, природная стихия |
| «Сен-Филибер»    | 467                 | Франция         | 15 июня 1931 года    | Бискайский залив | Природная стихия                      |
| «Вейтунг»        | 216                 | Китай           | 21 января 1934 года  | Янцзы            | Человеческий фактор                   |

- 1931

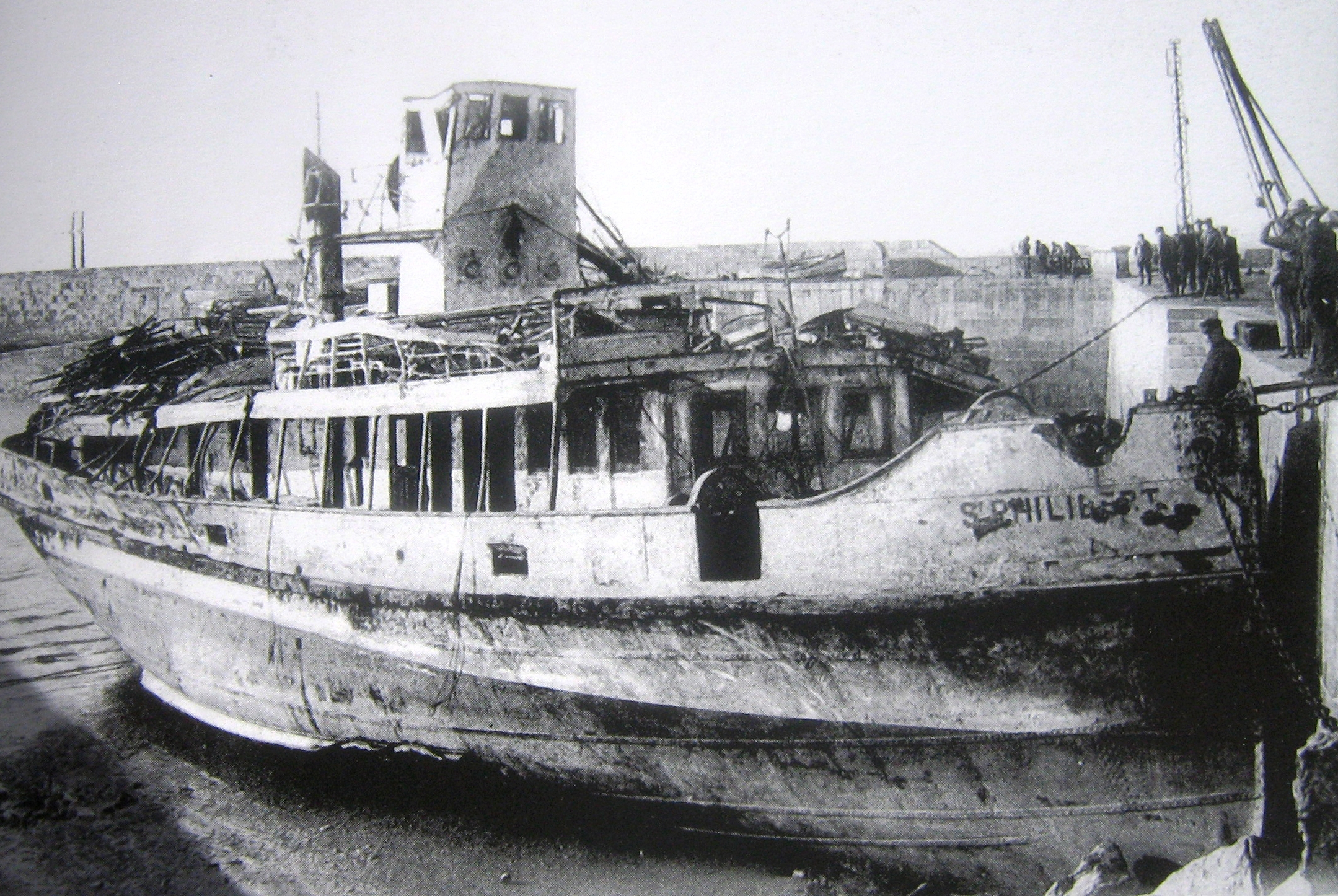
«Сен-Филибер» («Saint-Philibert»)

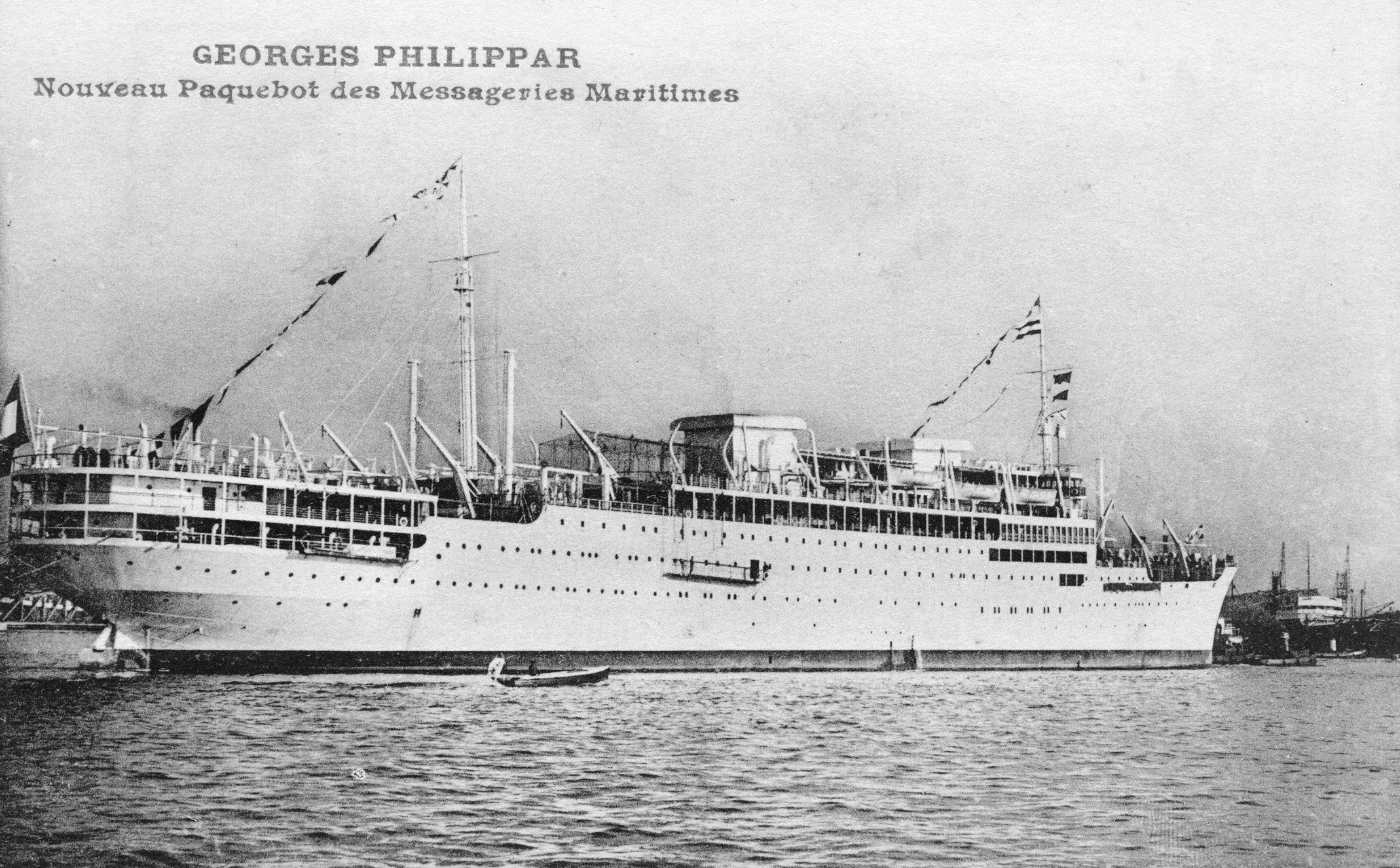
«Жорж Филиппар»
(«Georges Philippar»)

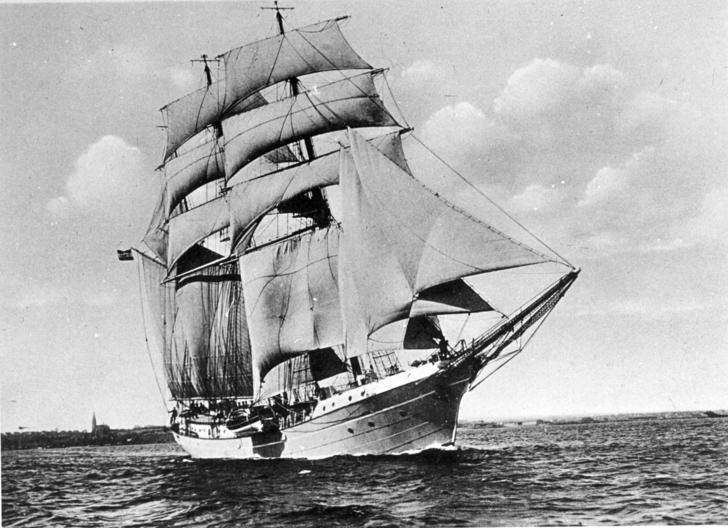
«Ниоба» («Niobe»)

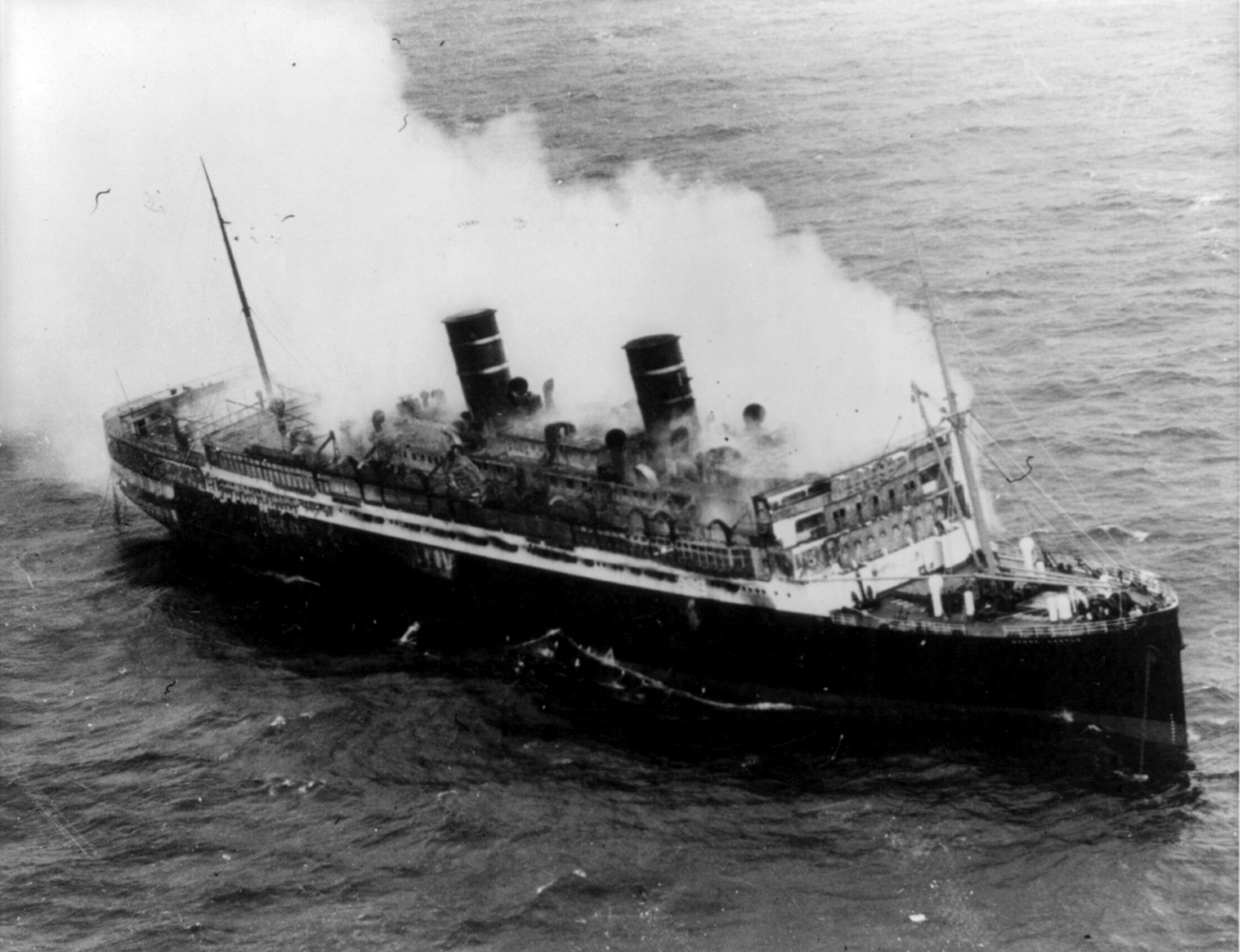
Пожар на «Морро Касл»
(«Morro Castle»)

  - 5 января близ Коломбо, на норвежском транспорте «Триколор» (англ. Тricolor), который вёз из Европы в Иокогаму взрывчатые вещества, сдетонировал груз, корабль скрылся под водой в течение считанных минут. Находившийся неподалёку французский лайнер «Портос» смог спасти лишь 36 человек; остальные погибли[90][91].
  - 15 июня в Бискайском заливе у мыса Сен-Жильда затонуло французское судно «Сен-Филибер» (фр. «Saint-Philibert»), которое обслуживало регулярную пассажирскую линию Нант—Сен-Назер. Погибло 467 человек[6][92].
- 1932
  - 16 мая ночью в Аравийском море в результате пожара на лайнере «Жорж Филиппар» (фр. «Georges Philippar»), шедшим под французским флагом, погибло около ста человек (многие задохнулись в токсичном дыму в каютах и коридорах так и не сумев выбраться на палубы)[93].
  - 26 июля в Северном море в акватории города Киля внезапным порывом шквального ветра было перевёрнуто германское учебное парусное судно «Ниоба» (нем. «Niobe»); погибло 140 немецких курсантов[23][90][94].
  - 5 декабря во время бури, неподалёку от острова Тайвань, перевернулся эсминец «Савараби» (англ. «Sawaraby») ВМС Японии; погибло 105 членов экипажа, спастись удалось лишь пятнадцати[23][90].
- 1933
  - 9 июля на реке Волге близ Ярославля, из-за почти тройного перегруза (300 человек вместо положенных 120-ти) произошло крушение советского баркаса «Четвёртый», погибло, по самым скромным оценкам, более ста человек. Находившиеся в трюме погибли почти все; но много погибших было и из тех, кто был на палубе — люди беспорядочно цеплялись друг за друга, утягивая на дно[95].
  - 10 июля в тумане, неподалёку от Шантунга, на большой скорости столкнулись японское судно «Choshun Maru» и китайский пароход «Tunan», после чего китайский корабль быстро затонул. Жертвами аварии стали 168 человек[23][90].
- 1934
  - 21 января на реке Янцзы, в результате пожара, затонуло китайское судно «Вейтунг» (англ. «Weitung»); погибло 216 пассажиров и членов экипажа[23][90].
  - 8 сентября океанский лайнер «Морро Касл» (англ. «Morro Castle») под американским флагом был подожжен пироманьяком[источник не указан 3479 дней] у побережья штата Нью-Джерси. Возникший на судне пожар привел к гибели 134 человек.
- 1938
  - осенью пропало без вести немецкое учебное судно «Адмирал Карпфангер» (нем. «Admiral Karpfanger»); на борту исчезнувшего парусника находилось около ста человек[96].
- 1939
  - 13 сентября близ Касабланки подорвался на собственном боекомплекте минный заградитель «La Tour D’Auvergne»; погибли 215 французских моряков, десятки ранены[23][96].
  - 12 декабря в сильный шторм у берегов Японии потерпел катастрофу советский пароход «Индигирка» (ранее назывался «Лейк Галва», «Рипон», «Малсах» и «Коммерческий квакер»), который использовался в системе ГУЛаг для перевозки заключенных. При этом по одним данным погибли 745 человек[97], по другим, основанным на материалах дела, возбужденного в 1940 году — 695 человек (4 члена экипажа, 686 пассажиров, 5 конвоиров)[98]. В основном это были отбывшие свой срок заключённые, направлявшиеся из магаданских сталинских концлагерей во Владивосток. По числу людских жертв «Индигирка» входит в список крупнейших морских трагедий. Позднее пресса всего мира назвала его «Советским „Титаником“»[6][98].
  - декабрь — близ побережья Шотландии после столкновения с крейсером «Бэрхам» затонул эсминец «Дачес» ВМС Великобритании; погибло 129 человек[99].
- 1940
  - 21 января в 35 морских милях Тулона, на итальянском пассажирском лайнере «Орацио»[нем.] возник пожар; в катастрофе погибли 48 пассажиров (из 423) и 60 членов экипажа (из 210)[100][101].

## 1941—1950
| Название корабля        | Количество погибших | Страна приписки      | Дата катастрофы      | Место катастрофы   | Причина катастрофы  |
| ----------------------- | ------------------- | -------------------- | -------------------- | ------------------ | ------------------- |
| «Ориа»                  | 4074                | Норвегия             | 12 февраля 1944 года | Эгейское море      | Природная стихия    |
| «Hsuan Huai»            | 2000—6000           | Китай                | ноябрь 1948 года     | Тайваньский пролив | Человеческий фактор |
| «Цзинь-Юань» и «Тайпин» | 1500                | Китайская Республика | 27 ноября 1949 года  | Тайваньский пролив | Человеческий фактор |

- 1941

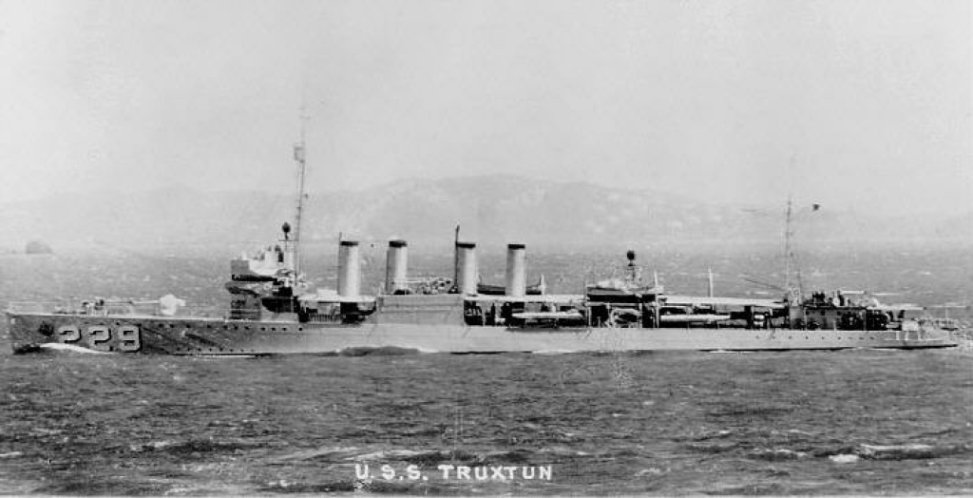
«Тракстон» («Truxtun»)

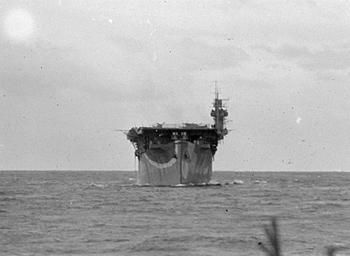
Авианосец «Дашер» («Dasher»)

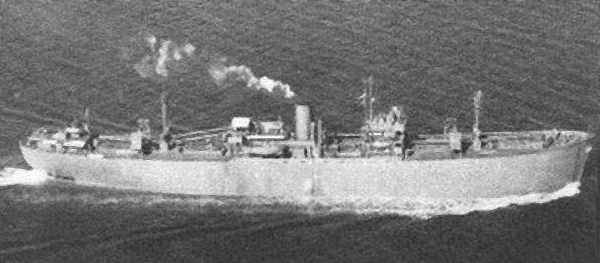
«Форт Стайкин» (SS Fort Stikine)

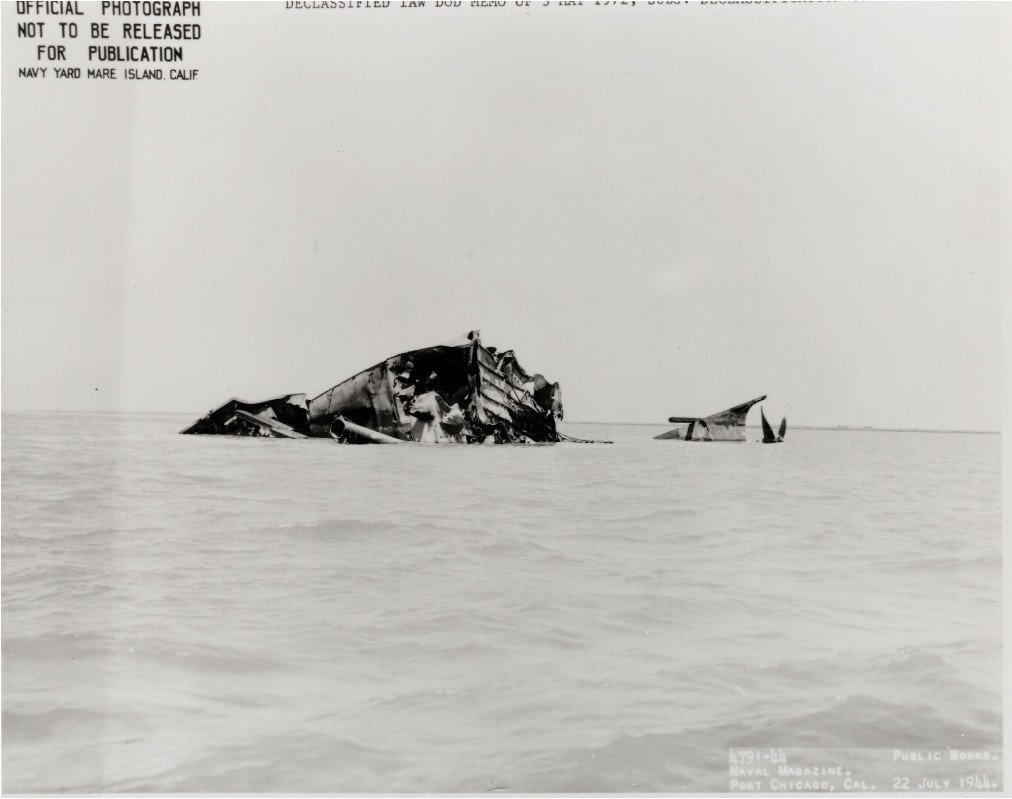
Взрыв в Порт-Чикаго

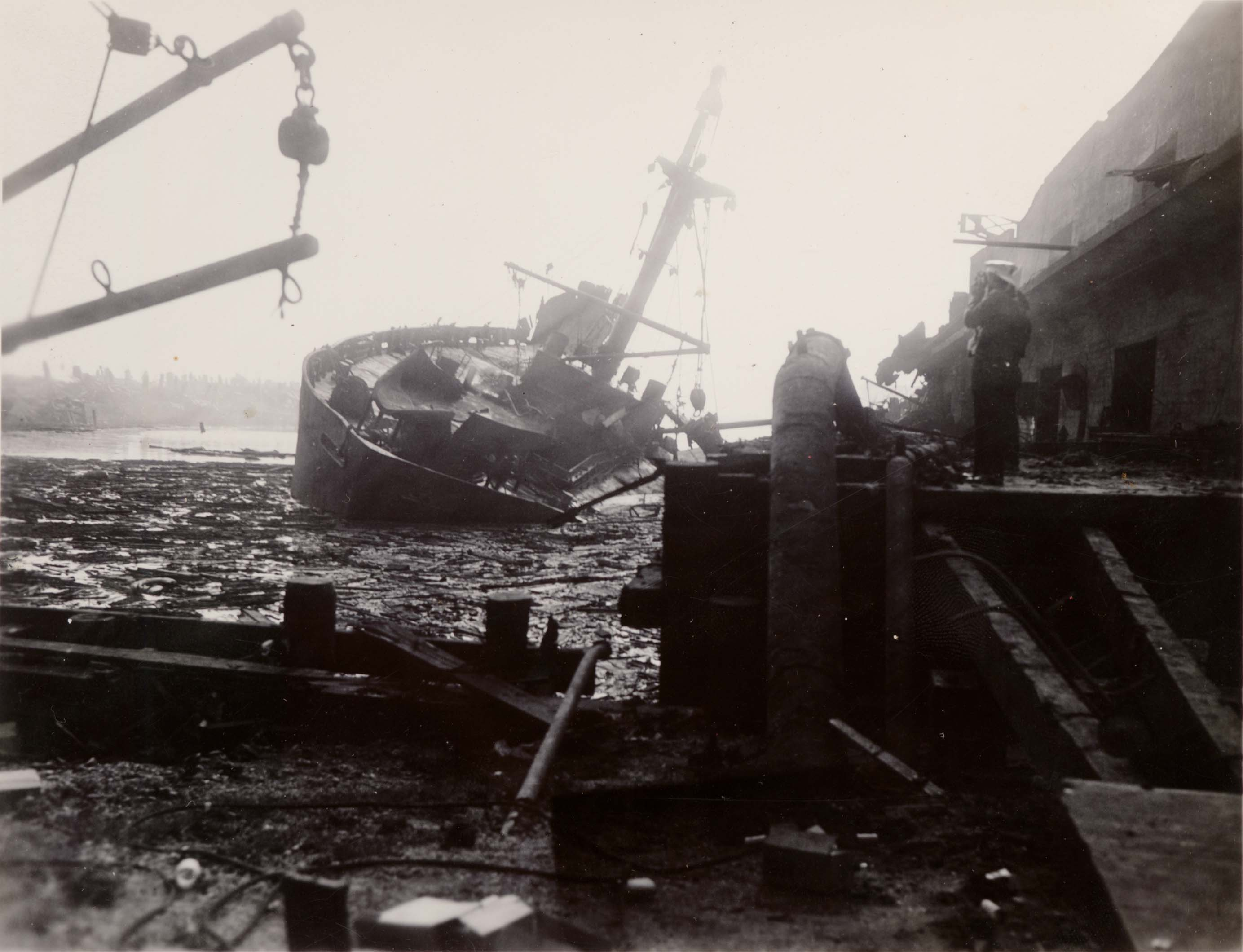
Взрыв в Техас-Сити

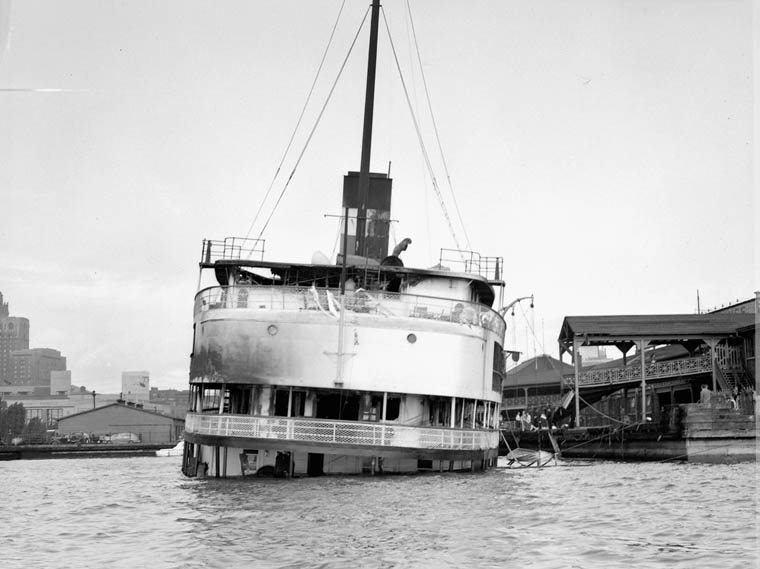
«Нороник» («Noronic»)

  - 17 сентября, во время эвакуации людей из блокадного Ленинграда дала течь и затонула в Ладожском озере Баржа 752, унеся жизни более 1000 человек[102].
- 1942
  - 7 января близ Балеарских островов во время шторма потерпело крушение французское судно «Ламорисьер» (фр. «La Mociciere»); жертвами трагедии стали 290 человек[103].
  - 18 февраля недалеко от острова Ньюфаундленд разбился о скалы эсминец ВМФ США «Тракстон» (англ. «Truxtun») погибло 119 человек[23][104].
  - 19 февраля крупнейшая в то время подводная лодка мира «Сюркуф», входившая в состав созданных Шарлем де Голлем вооруженных сил «Свободной Франции», столкнулась в Карибском море с американским транспортом «Томсон Лайкс» (англ. SS Thompson Lykes) и затонула. Весь экипаж субмарины (130 человек) погиб[6].
  - 8 апреля греческое судно «Индерания» (англ. «Enderania») потерпело крушение у турецкого побережья; 211 человек погибло[23][104].
  - август — после столкновения с нефтяным танкером близ побережья Новой Шотландии затонул американский эсминец «Ингрехам» (англ. «Ingreham»); погибло 189 человек[13].
  - 2 октября после того как легкий крейсер «Curasoa» ВМС Великобритании был протаранен английским океанским лайнером «Queen Mary», первый затонул; погибло 338 моряков[104].
- 1943
  - 19 марта в условиях плохой видимости, столкнулся с айсбергом и затонул британский танкер «Свенд Фойн» (англ. «Swend Foyn»); погиб весь экипаж корабля[23].
  - 27 марта взорвавшиеся пары бензина на английском авианосце «Дашер» (англ. «Dasher») привели к катастрофе: судно затонуло, 379 погибли, многие выжившие были ранены[23].
  - 8 июня в Хиросимском заливе, между Хасирадзимой и островами Суо-Осима на линкоре японского императорского флота «Муцу» произошёл взрыв погребов кормовых башен; корабль разломился на две части и затонул. Из 1474 членов экипажа «Муцу» удалось спасти 353 человека; на корабле находилась также группа из 113 морских лётчиков, из которых удалось спасти только 13 человек[105][106].
- 1944
  - 12 февраля разбился на скалах в Эгейском море норвежский пароход «Ориа», что привело к гибели 4000 человек (в основном военнопленных).
  - 14 апреля произошёл взрыв парохода «Форт Стайкин»[англ.]; официальная статистика объявила о 1376 погибших, в больницы поступило 2408 человек, 42 человека лишились конечностей.
  - 17 июля во время разгрузки транспорта типа «Виктори» и транспорта типа «Либерти» в Порт-Чикаго прогремел мощный взрыв; мгновенно погибло 320 человек, 390 были ранены[107].
  - 19 декабря в Тихом океане приблизительно в трёхстах милях восточнее острова Лусон попав в эпицентр сильнейшего тайфуна перевернулись и затонули три эсминца ВМС США: «Халл», «Монагхэн» и «Спенс». В результате катастрофы погибло 790 американских военнослужащих[108].
- 1945
  - 9 апреля в порту Бари (Италия) взорвался американский транспорт с грузом авиационных бомб для военно-воздушных сил Соединённых Штатов; погибло 360 человек[13].
- 1946
  - 24 июля взрыв парохода «Дальстрой» во время погрузки аммонала в Находке из-за грубых нарушений техники безопасности произошёл взрыв, повлёкший гибель 105 человек, значительный материальный ущерб и загрязнение окружающей среды[109].
  - 30 июля во время шторма на озере Ньяса затонуло пассажирское судно «Vipya» (Ньясаленд); погибло 145 человек[110][111][111].
  - 29 октября у Чинампо, близ побережья Кореи, разломился на три части (после удара о затонувший корабль) теплоход «Ибишу Мару» (англ. «Ebisu Маrи») под флагом Японии, судно затонуло в течение считанных минут; в результате 497 человек погибли в катастрофе[23].
- 1947
  - 18 января китайское пассажирское судно «Chikiang» столкнулось с буксиром на реке Янцзы близ города Шанхая; катастрофа унесла жизни около 400 человек[112][113].
  - 19 января наскочило на мину времён Второй мировой войны греческое пассажирское судно «Chimarra»; отголосок войны отнял жизни около 400 человек[113].
  - 16 апреля в порту города Техас-Сити произошёл мощный взрыв: пожар на борту французского судна «Гранкан» (фр. Grandcamp) привёл к детонации около 2100 тонн нитрата аммония, что повлекло за собой цепную реакцию в виде пожаров и взрывов на близлежащих кораблях и нефтехранилищах. В результате трагедии погиб по меньшей мере 581 человек, более 5000 человек получили ранения, 1784 попали в больницы. Порт и значительная часть города были полностью разрушены, многие предприятия были сравнены с землей или сгорели[6][114].
  - 17 июля в Бенгальском заливе во время сильного шторма потерпел крушение паром «Рамдас»[англ.] под индийским флагом. Жертвами стихии стали 625 человек[16][23].
- 1948
  - 1—2 ноября во время погрузки у берегов Маньчжурии загорелся и затонул эвакуационный корабль Национально-революционной армии Китая «Hsuan Huai» (яп. 宣懷), призванный эвакуировать войска Гоминьдана из Инкоу; по разным оценкам погибло от 2 до 6 тысяч человек[13][115]. Существует мнение, что корабль был потоплен НОАК[116][117], однако противников этой теории тоже немало[118][119], поэтому нет достаточных оснований причислять эту потерю к боевым, пока не доказано обратного[120].
  - 3 декабря в результате внутреннего взрыва затонул пассажирский пароход «Kiang Ya», перевозивший беженцев, спасающихся от наступающей НОАК; погибло более 1000 человек[23].
- 1949
  - 27 января столкновение в Тайваньском проливе двух судов, «Цзинь-Юань» (англ. «Chienyuan») и «Тайпин»[кит.], перевозивших беженцев из материкового Китая на Тайвань, привело к гибели около 1500 человек[121].
  - 25 марта пассажирское судно «Miss Orient» (Гонконг) наскочило на мину близ Кантона; более 100 человек погибли[122][123].
  - 23 августа китайский корабль «Chungli» с грузом боеприпасов взорвался во время разгрузки в порту города Гаосюн; в результате взрыва погибло около 500 человек[124].
  - 16 сентября в порту Торонто на озере Онтарио, загорелся прибывший из Кливленда канадский пассажирский пароход «Нороник» (англ. «Noronic»); жертвами чрезвычайного пришествия стали 136 человек[125].
- 1950
  - 13 августа затонул прогулочный пароход «Маяковский», погибло 147 человек, в том числе 48 детей. Эта трагедия стала самой крупной водной катастрофой в истории Латвии[6].

## 1951—1960
| Название корабля | Количество погибших | Страна приписки | Дата катастрофы       | Место катастрофы | Причина катастрофы  |
| ---------------- | ------------------- | --------------- | --------------------- | ---------------- | ------------------- |
| «Тоя Мару»       | 1153                | Япония          | 26 сентября 1954 года | Тихий океан      | Природная стихия    |
| «Ускюдар»        | 361                 | Турция          | 1 марта 1958 года     | Эгейское море    | Природная стихия    |
| «Шампольон»      | ~ 250               | Франция         | 22 декабря 1952 года  | Средиземное море | Человеческий фактор |

- 1951

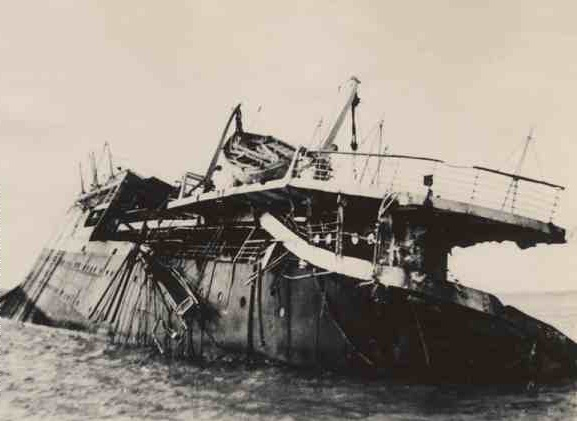
«Шампольон» («Champollion»)

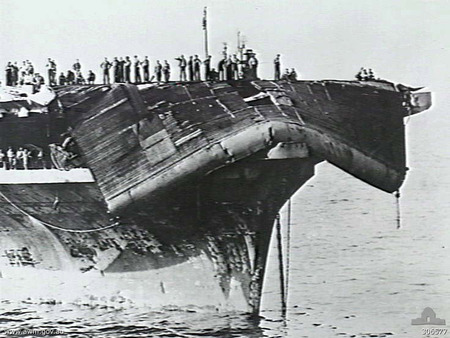
Авианосец «Беннингтон» поврежденный тайфуном «Конни» (1945)

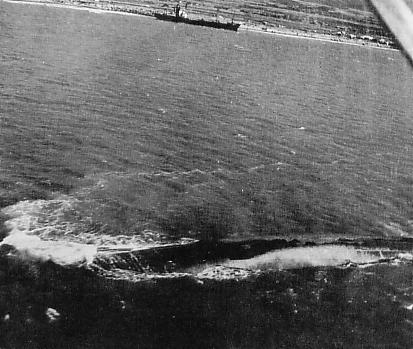
«Тоя Мару» («Tōya Maru»)

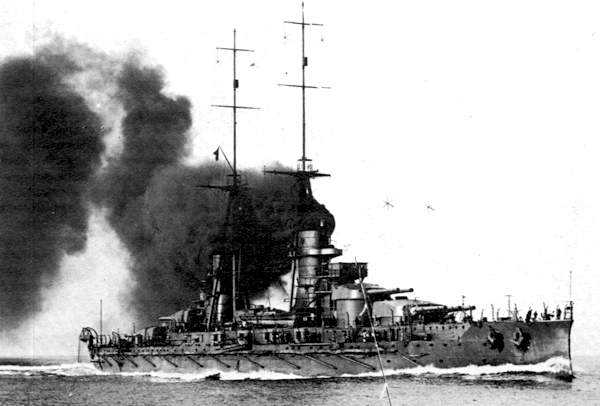
Линкор «Giulio Cesare»
(с 1948 года — «Новороссийск»)

  - 16 марта поставленный на ремонт итальянский танкер «Монтенегру» (итал. «Montenegro») взорвался вследствие несоблюдения правил пожарной безопасности, что привело к большому числу человеческих жертв[23].
- 1952
  - 26 апреля в Атлантическом океане столкнулся с американским авианосцем «Уосп» тральщик военно-морских сил США «Хобсон», последний после удара затонул; погибло 176 человек[126].
  - 9 сентября перегруженный югославский паром «Ниш»[англ.] перевернулся в штормовую погоду на реке Дунай неподалёку от столицы страны города Белграда; в результате чрезвычайного происшествия погибло 126 человек[127][128][129].
  - 22 декабря из-за навигационной ошибки французское судно «Шампольон» (фр. «Champollion») разбилось о подводные камни при заходе в порт города Бейрута (Ливан); в катастрофе погибло около 250 человек[126][130].
- 1953
  - 9 января близ Пусана, во время сильного шторма, потерпело крушение пассажирское судно «Chang Tyone-Ho» (Южная Корея); в катастрофе погибло 249 человек[23][126].
  - 31 января, вышедший из шотландского порта Странраер через пролив Норт-Чэннел в порт Северной Ирландии Ларн, морской автопаром «Принцесса Виктория» (англ. «Princess Victoria»), под флагом Соединённого Королевства, попал в сильный шторм и затонул. Жертвами стихии стали 133 человека[131].
  - август — бесследно исчез французский теплоход «Монтик» (фр. «Montique») на борту которого находились 120 человек; поиски судна не дали никаких результатов, по сей день оно считается пропавшим без вести[126].
- 1954
  - 26 мая у берегов Атлантического побережья Соединённых Штатов, на американском авианосце типа «Эссекс» времён Второй мировой войны, «Беннингтон» произошёл взрыв в гидравлической системе одной из стартовых катапульт в результате которого на боевом корабле начался пожар из-за которого авианосец получил серьёзные повреждения; в чрезвычайной ситуации погибло 103 члена команды, более двухсот были ранены[132].
  - обрушившийся на Японские острова тайфун уничтожил 876 кораблей, среди которых был и паром «Тоя Мару» (англ. «Tōya Maru»), который потерпел крушение 26 сентября. Эта катастрофа унесла жизни 1153 человек[6][133][134].
- 1955
  - 17 мая столкновение двух японских паромов «Uko Maru» и «Shiun Maru» привело к гибели последнего; погибло 135 человек, 60 пропали без вести[23][135].
  - 29 октября советский военный корабль, линкор Черноморского флота ВМФ СССР «Новороссийск» (до 1948 года входил в состав ВМС Италии под названием «Джулио Чезаре» (итал. Giulio Cesare), затонул в результате взрыва находясь возле Госпитальной стенки Севастопольской бухты. Согласно докладу правительственной комиссии, «наиболее вероятно, что 29 октября 1955 года под кораблём имел место взрыв немецкой мины типа RMH или LMB с взрывателем М-1, поставленной в период Великой Отечественной войны», однако существует и ряд других версий гибели линкора ни одна из которых по сей день не нашла должного подтверждения, чтобы назвать её окончательной. Достоверно известно, что в катастрофе погибли 829 человек[136][137], включая аварийные партии с других кораблей эскадры, а также то, что к таким большим небоевым потерям привело бездарное командование спасательной операцией командующего Черноморским флотом вице-адмирала В. А. Пархоменко, который приостановил уже начатую буксировку судна на мелководье, а когда понял свою ошибку возможности отбуксировать судно уже не было (носовая часть уже села на грунт); также Пархоменко затянул приказ об эвакуации экипажа, что и привело к таким фатальным последствиям.
- 1957
  - 12 апреля перегруженный японский паром «Kitagawa Maru No.5» наскочил на скалы, перевернулся и затонул во Внутреннем Японском море; в кораблекрушении погибло и пропало без вести более 100 человек[138].
  - 14 июля в Каспийском море потерпело крушение советское круизное судно «Ашхабад»; катастрофа унесла жизни 270 граждан Советского Союза находившихся на борту корабля[13][139].
- 1958
  - 26 января во Внутреннем Японском море около острова Авадзи потерпел крушение японский грузопассажирский паром «Nankai Maru»; жертвами катастрофы стали 170 человек[23][135].
  - 1 марта в бухте Измир при шквальном штормовом ветре опрокинулся на борт турецкий грузопассажирский паром «Ушкудар» (англ. «Üsküdar»); погиб 361 человек[23][135].
- 1959
  - 8 мая двухпалубное речное судно «Dandara» (Объединённая Арабская Республика) затонуло в реке Нил в восьми милях к северу от города Каира; кораблекрушение унесло жизни около 150 человек[140].
- 1960
  - 4 марта в порту города Гавана (Куба) взорвалось бельгийское транспортное судно с грузом боеприпасов; в техногенной катастрофе погибло около 100 человек[13].

## 1961—1970
| Название корабля | Количество погибших | Страна приписки  | Дата катастрофы      | Место катастрофы | Причина катастрофы  |
| ---------------- | ------------------- | ---------------- | -------------------- | ---------------- | ------------------- |
| «Дамеджиет»      | ~ 500               | Филиппины        | 11 октября 1967 года | Тихий океан      | Человеческий фактор |
| «Саве»           | 259                 | Португалия       | 8 июля 1961 года     | Индийский океан  | Человеческий фактор |
| «Намёнхо»        | 259                 | Республика Корея | 15 декабря 1970 года | Корейский пролив | Человеческий фактор |

- 1961

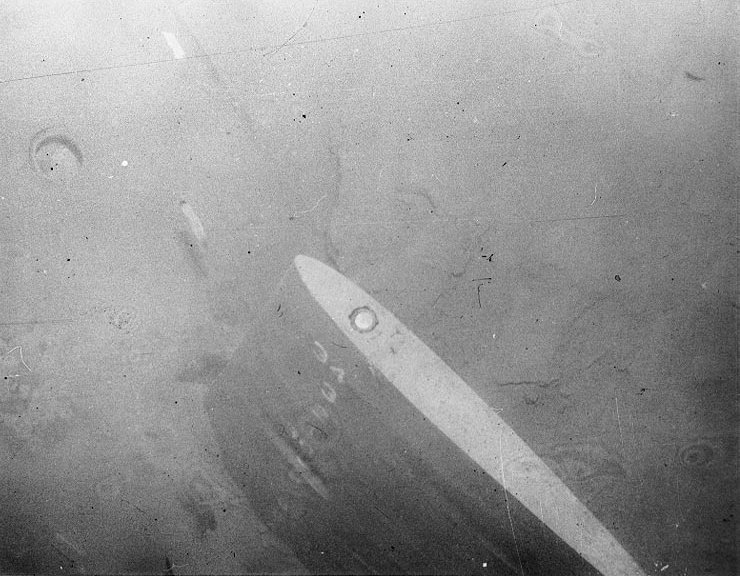
АПЛ ВМС США «Thresher»

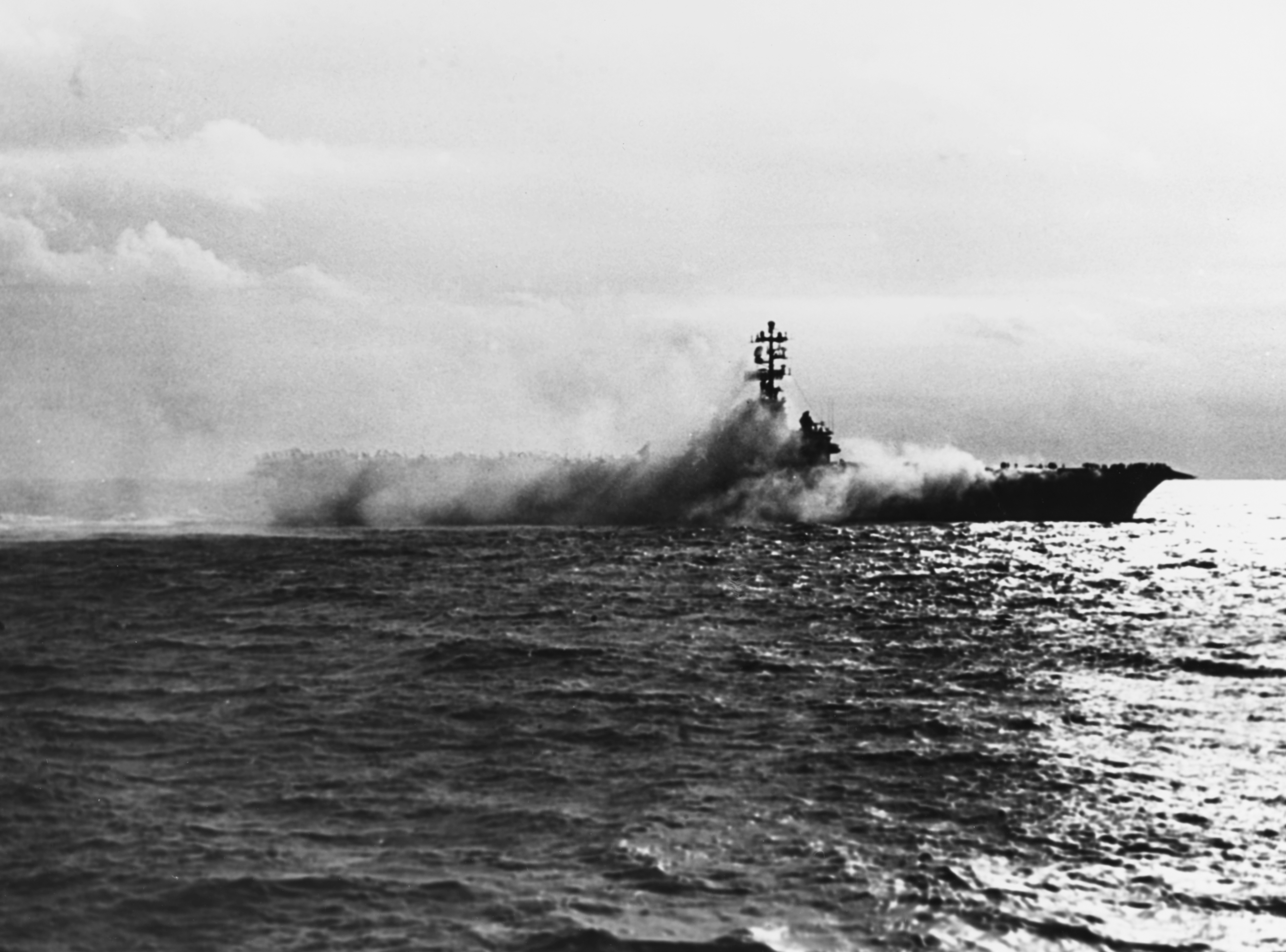
Горящий «Орискани»

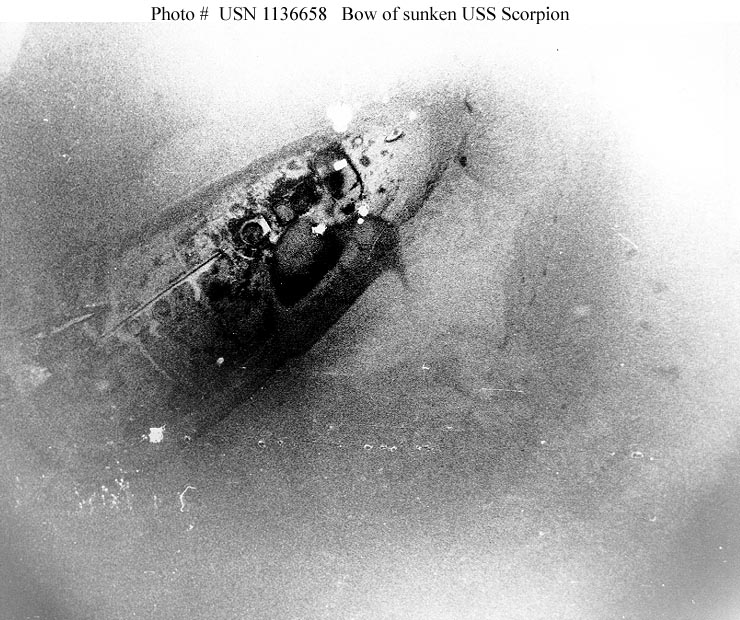
АПЛ «Скорпион» погибла 22.5.1968 (99 погибших, в список не попала)

  - 8 апреля в Персидском заливе затонул в результате взрыва британский пассажирский лайнер «Дара»[англ.]; жертвами трагедии стали 236 человек[13]. Правительство Великобритании предположило, что судно подверглось террористической атаке, однако достаточных подтверждений этой версии найдено не было[141].
  - 8 июля близ побережья Мозамбика потерпело крушение португальское судно «Саве» (англ. «Save»); в кораблекрушении погибло 259 пассажиров и членов экипажа корабля[13].
  - 3 сентября колумбийское экскурсионное судно[142] затонуло близ Буэнавентуры; более 100 погибших[143].
- 1962
  - 11 января дизельная подводная лодка Северного флота ВМС СССР «Б-37» погибла в результате пожара и взрыва всего боезапаса первого отсека у пирса в Екатерининской гавани базы посёлка Полярный. Весь экипаж Б-37 (59 человек) моментально погиб в результате воздействия ударной волны и отравления газообразными продуктами взрыва (переборочные люки были открыты). Вторым корпусом к Б-37 стояла подводная лодка «С-350» (Проект 633). После взрыва в прочном корпусе первого отсека С-350 образовалась трещина, первый и второй отсеки подлодки заполнились водой; погибли 11 человек. Во время взрыва на пирсе проходили занятия строевой подготовки; из числа участников учений погибло 52 матроса и мичмана[144]. Эта авария по суммарному числу жертв (122 военнослужащих) до сих пор остаётся самой крупной в советском и российском подводном флоте.
- 1963
  - 14 января на озере Тоба, находящимся на севере центральной части острова Суматра, произошёл пожар на индонезийском судне «Djandji Radja»; жертвами трагедии стали 105 человек[145].
  - 4 мая в устье реки Нил перевернулся и быстро ушёл под воду перегруженный египетский пассажирский паром; более 200 человек погибли в катастрофе на величайшей реке африканского континента[13].
  - 19 декабря близ Мадейры на греческом пассажирском лайнера «Лакония»[англ.] возник пожар, быстро распространившийся по всему кораблю; жертвами возгорания стали 128 человек[13][146].
- 1964
  - 10 апреля в Персидском заливе загорелось и затонуло иранское судно; погибло 113 человек[147].
- 1966
  - 10 апреля атомная подводная лодка ВМС США «Thresher» (головной корабль типа «Трешер») погибла в Атлантическом океане; вместе с АПЛ погиб и весь экипаж из 129 моряков[148].
  - 17 мая филиппинский паром «Pioneer Cebu» затонул близ острова Себу во время тайфуна «Ирма» (англ. «Irma»); 122 погибших и пропавших без вести[149][150].
  - 8 декабря в Эгейском море потерпел крушение греческий паром—ролкер «Ираклион» вышедший из порта острова Крит (сорвавшийся с креплений грузовик-рефрижератор груженный апельсинами проломил ворота и вода хлынула в трюм), в катастрофе погибли 217 человек[23].
- 1968
  - 11 октября в результате шторма около острова Минданао затонул филиппинский паром «Дамеджиет» (англ. Damedenet); погибло более 500 человек[151].
- 1970
  - 14 марта судно с исламскими паломниками, возвращавшимися из Мекки, разбилось о скалы около Абу-Даби; погибло 105 человек[152].
  - 1 августа потерпел катастрофу[англ.] перегруженный паром «Christena» под флагом Сент-Китс и Невис, погибло более 200 человек[153][154][155].
  - 15 декабря в Корейском проливе, соединяющем Японское и Восточно-Китайское моря, близ города Пусана затонул южнокорейский паром «Намёнхо»[кор.]; погибло около 300 человек[156].

## 1971—1980
| Название корабля                    | Количество погибших | Страна приписки | Дата катастрофы      | Место катастрофы | Причина катастрофы  |
| ----------------------------------- | ------------------- | --------------- | -------------------- | ---------------- | ------------------- |
| «Hongxing 240» и «Hongxing 245»     | 432                 | Китай           | 3 августа 1975 года  | Река Сицзян      | Человеческий фактор |
| «Дон Хуан» и «Талкобан-Сити»        | 313                 | Филиппины       | 22 апреля 1980 года  | Тихий океан      | Человеческий фактор |
| «Бомбей Мару» (англ. «Bombay Maru») | ~ 200               | Япония          | 21 февраля 1973 года | Индийский океан  | Человеческий фактор |

- 1973

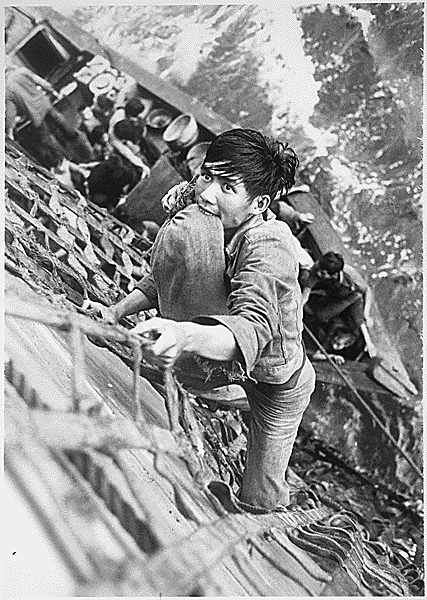
Люди в лодках

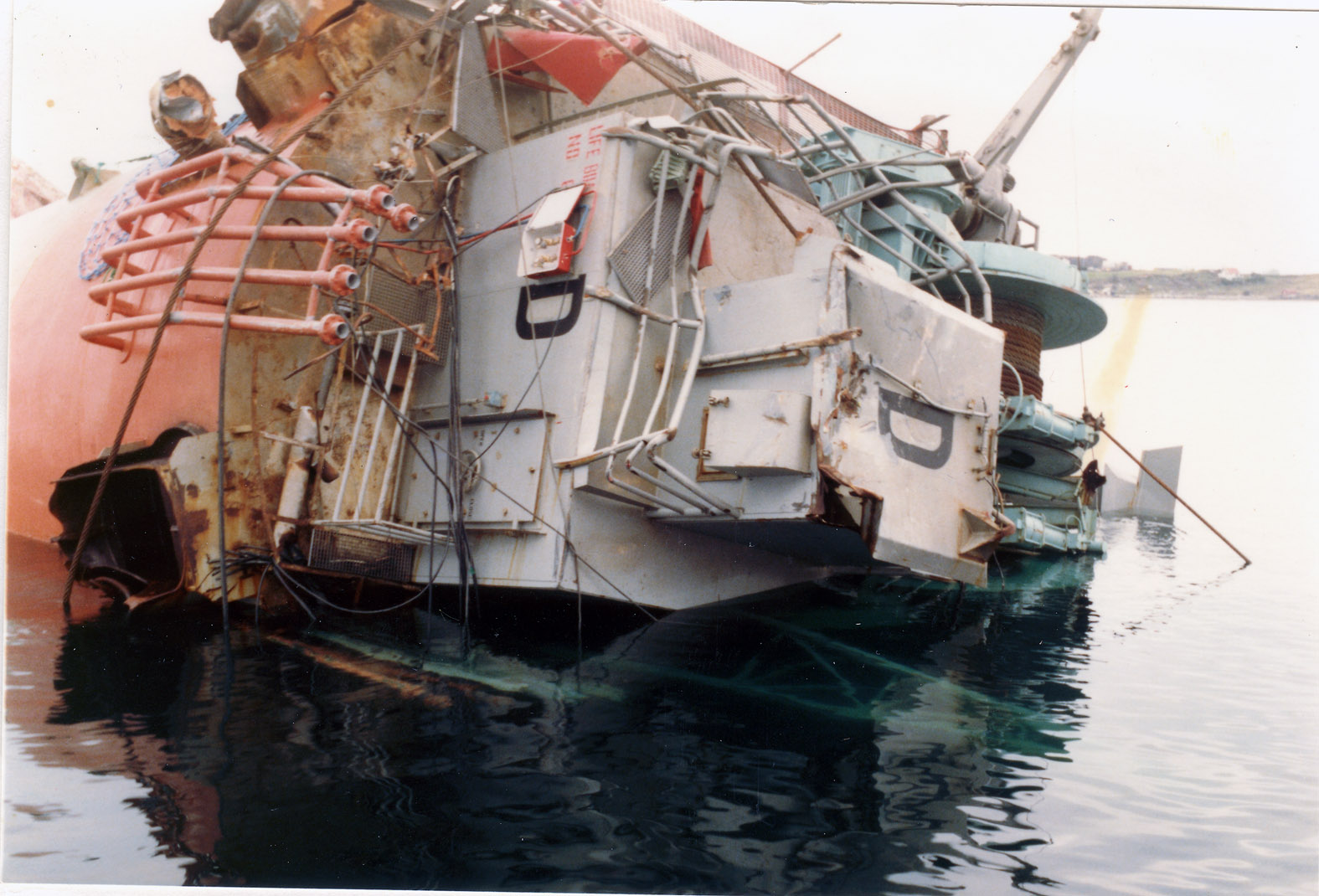
Нефтяная платформа Александер Кьелланн

  - 21 февраля близ города Рангун японское грузовое судно «Бомбей Мару» (англ. «Bombay Maru») протаранило переполненный речной паром под флагом Бирмы; последний затонул, погибло более 200 человек[13].
  - 24 декабря эквадорский пассажирский паром «Jambeli», совершавший свой регулярный рейс из Пуэрто-Боливара[англ.] в Гуаякиль затонул в 36 милях от Гуаякиля и в полумиле от острова Пуна. Некоторые из выживших пассажиров сообщили, что судно было перегружено, а некоторые члены его команды находились в состоянии алкогольного опьянения. Итог преступной безалаберности — 143 человеческие жизни[157][158].
  - 26 декабря пассажирский паром «Pulau Kidjang» (Малайзия) в шторм наскочил на мель на реке Раджанг в штате Саравак; 121 погибший и пропавший без вести[159][160][161].
- 1975
  - 3 августа в результате столкновения на реке Сицзян двух китайских экскурсионных паромов «Hongxing 240» и «Hongxing 245» погибло 432 человека[6][162][163][164].
- 1976
  - 25 декабря в Красном море, в результате возникшего на борту судна пожара, затонул пассажирский теплоход «Патра» (англ. «Patra») шедший под флагом Египта; погибло 150 человек[165].
- 1977
  - 20 ноября бангладешский грузопассажирский паром перевернулся в Бенгальском заливе; в катастрофе погибло и пропало без вести около 200 человек[166].
- 1978
  - 22 ноября — лодка с вьетнамскими беженцами, пытавшимися спастись от ужасов Индокитайских войны, перевернулась неподалёку от побережья Малайзии; в катастрофе погибло около 200 человек[167].
- 1980
  - 27 марта в Северном море во время шторма была разрушена нефтяная платформа «Александер Кьелланн»[англ.]; погибли 127 человек[13].
  - 22 апреля столкновение двух филиппинских судов (роскошного океанского лайнера «Дон Хуан» (англ. «Don Yuan») и танкера «Талкобан-Сити») привело к масштабной морской катастрофе с большим числом жертв[13][168][169].

## 1981—1990
| Название корабля         | Количество погибших | Страна приписки | Дата катастрофы      | Место катастрофы | Причина катастрофы  |
| ------------------------ | ------------------- | --------------- | -------------------- | ---------------- | ------------------- |
| «Донья Пас»              | 4383                | Филиппины       | 20 декабря 1987 года | Тихий океан      | Человеческий фактор |
| «Шамия» (англ. «Shamia») | ~ 500               | Бангладеш       | 26 мая 1986 года     | река Мегхна      | Человеческий фактор |
| «Тампомас II»            | 431                 | Индонезия       | 25 января 1981 года  | Яванское море    | Человеческий фактор |

- 1981

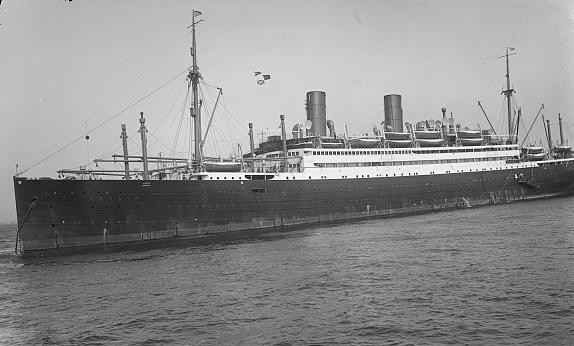
«Берлин»
(будущий «Адмирал Нахимов»)

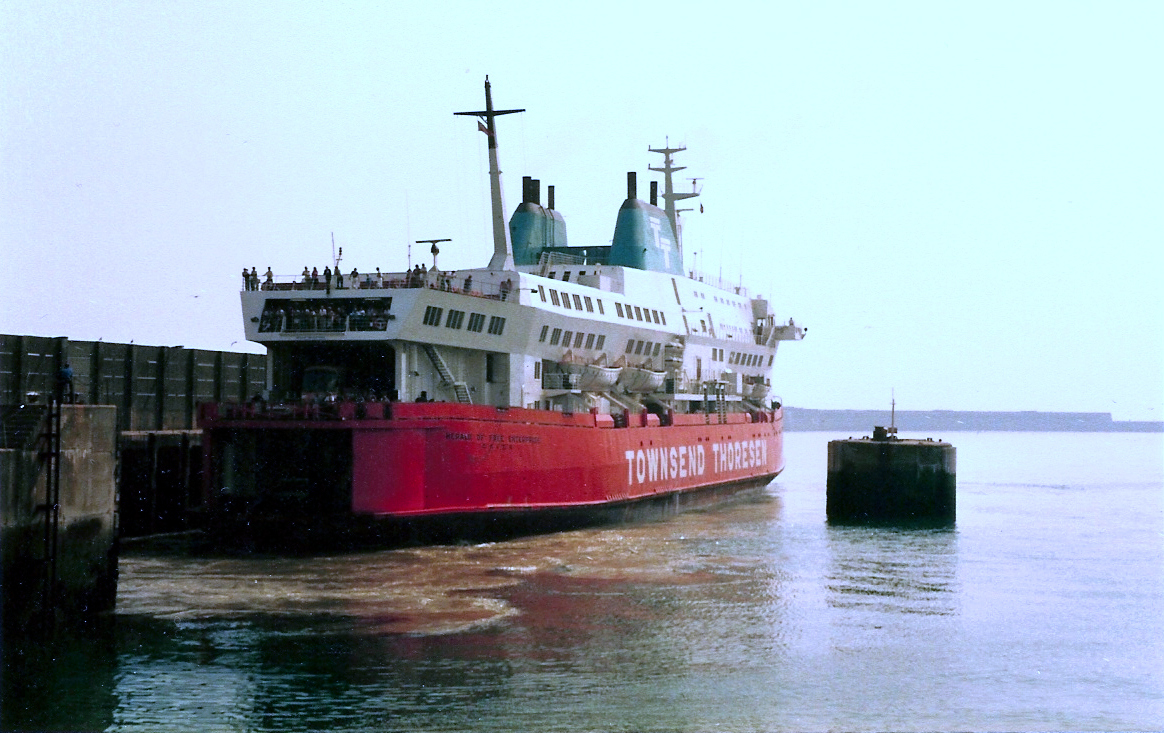
«MS Herald of Free Enterprise»

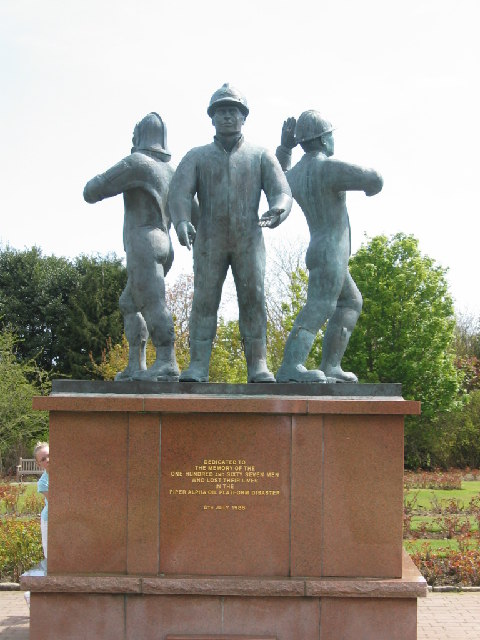
Мемориал погибшим на «Piper Alpha»

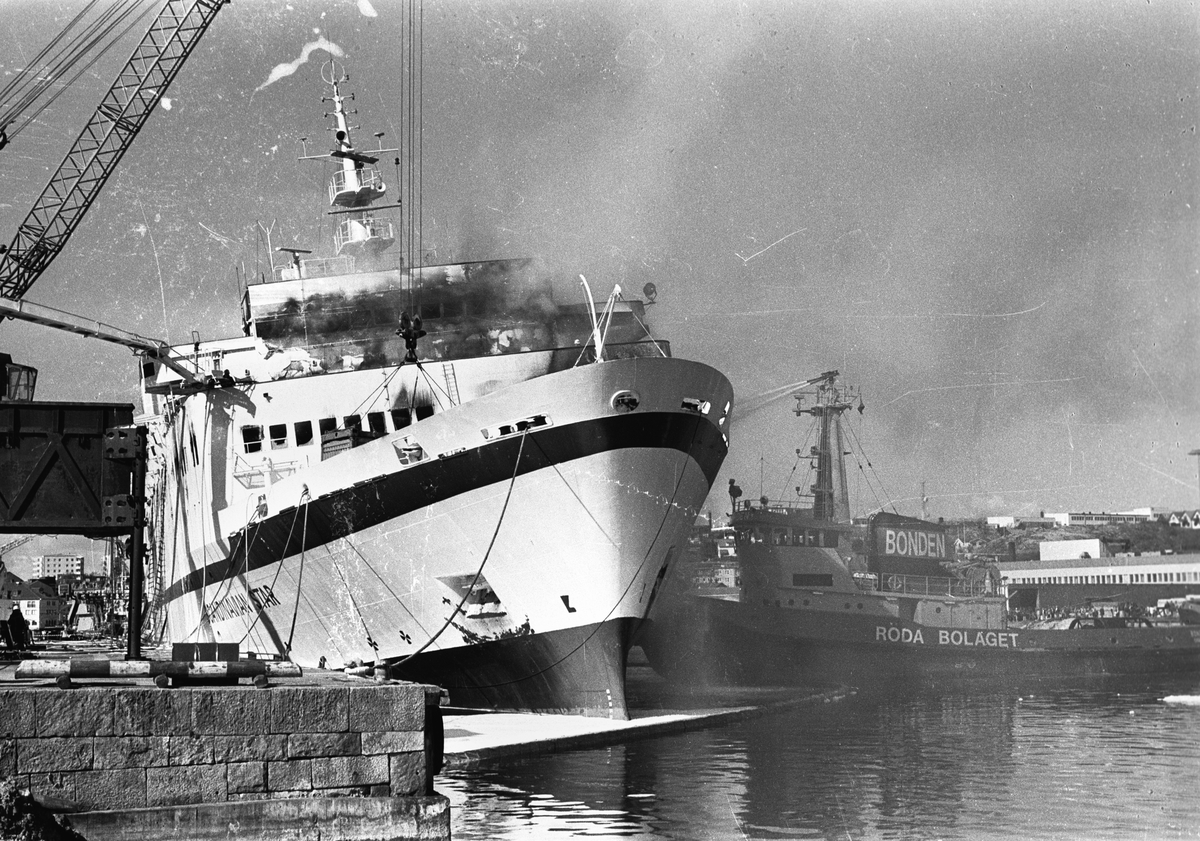
«Скандинавиан-Стар»

  - 6 января бразильское двухпалубное пассажирское судно «Novo Amapá» затонуло в устье реки Каджари[англ.] близ города Монте Доураду в штате Пара; погибло 378 человек[170][171].
  - 25 января в Яванском море пассажирский теплоход «Тампомас II»[англ.] под флагом Индонезии затонул в результате пожара; погиб 431 человек[172].
  - 20 сентября пассажирский корабль «Sobral Santos II» под бразильским флагом опрокинулся на реке Амазонке около города Обидус; катастрофа унесла жизни около 300 человек[173][174].
- 1982
  - 9 августа перегруженный индонезийский паром «Hasrat Mulia» затонул во время сильного шторма у берегов Сулавеси; итог катастрофы — около 300 погибших и пропавших без вести[175].
- 1983
  - 2 марта во время шторма, в результате перегруза судна, в провинции Гуандун перевернулся китайский грузопассажирский паром «Red Star 312»[кит.]; в катастрофе погибло 147 человек[176].
  - 25 мая на водохранилище Нассер недалеко от Асуана потерпело крушение египетское пассажирское судно «10-й Рамадан» (англ. «10th of Ramadan»); погибло 347 человек[13].
  - 5 июня круизный четырёхпалубный дизель-электрический теплоход проекта 92-016 (тип «Валериан Куйбышев») «Александр Суворов» на полном ходу врезался в несудоходный пролёт Ульяновского моста. Число погибших, по разным данным, составило не менее 176 человек[177]. Неопределённость связана с тем, что во время рейса «Александр Суворов» был перегружен. Помимо 330 пассажиров, на его борту находились 50 членов экипажа и 35 человек обслуживающего персонала. Кроме пассажиров и экипажа, на теплоходе находились знакомые и родственники членов экипажа[6][178]
  - 21 ноября филиппинское судно «Dona Cassandra» затонуло из-за тайфуна «Orchid»; в катастрофе погибло не менее 167 человек[179].
- 1985
  - 23 марта бангладешский паром перевернулся во время шторма на реке Шиталакшья; более 200 погибших и пропавших без вести[180][181].
  - 18 августа китайское экскурсионное судно затонуло в реке Сунгари близ Харбина; кораблекрушение унесло жизни 110 человек, по разным оценкам ещё от 40 до 150 пропали без вести[182].
- 1986
  - 20 апреля Двухпалубный паром «Atlas Star» (Бангладеш) затонул в шторм на реке Дхалешвари[англ.] близ города Муншиганджа; итог трагедии: 168 погибших, около 300 пропавших без вести[183].
  - 24 апреля паром «Дона Жозефина» (Филиппины) накренился и затонул у мыса Сакэй; жертвами катастрофы стали 194 человека.
  - 25 мая на реке Мегхна перевернулся бангладешский двухпалубный паром «Shamia», по разным оценкам погибло от 500 до 600 человек[184]
  - 31 августа пароход «Адмирал Нахимов» (СССР), в результате столкновения с сухогрузом «Пётр Васёв» затонул близ Новороссийска; из 1243 пассажиров погибли 423. Позднее, при проведении подводных работ, погибли ещё два водолаза[185].
- 1987
  - 6 марта паром «Herald of Free Enterprise», шедший под британским флагом, перевернулся близ бельгийского порта Зебрюгге; погибли 193 человека[6][186].
  - 5 июля пассажирская баржа «Maria» (Заир) затонула в реке Луапула, наскочив на мель близ побережья Замбии; в кораблекрушении погибло и пропало без вести более 300 человек[187][188].
  - 15 октября перегруженный паром «M. L. Diana» (Бангладеш) затонул на реке Шиталакшья около Нараянганджа; около 100 погибших и пропавших без вести[189][190].
  - 20 декабря произошла крупнейшая морская катастрофа XX века: зарегистрированный на Филиппинах пассажирский паром «Донья Пас» затонул после столкновения с нефтяным танкером «Вектор» (англ. «Vector»). Вместе с 11 погибшими членами команды танкера «Вектор» окончательное число жертв трагедии составило 4386 человек[6][191].
- 1988
  - 6 июля произошёл взрыв и пожар на британской нефтяной платформе «Piper Alpha» в Северном море; погибли 165 работников платформы и 2 спасателя. Крупнейшая катастрофа в истории данной отрасли[192].
  - 6 августа на реке Ганг перевернулся перегруженный индийский пассажирский паром; погибло более 400 человек[13].
  - 24 октября — в море затонул филиппинский паром «Донья Мэрилин»[англ.] погибло около 300 человек[13][193].
  -  — близ побережья Филиппин, в проливе Сан-Бернардино[англ.] потерпел крушение филиппинский паром «Розалия» (англ. Rosalia); погибло более 400 человек[13].
  - 27 декабря — бангладешский паром «Hasail» столкнулся в тумане с грузовым кораблём на реке Дхалешвари близ города Нараянгандж; жертвами кораблекрушения стали более 200 граждан страны[194][195][196].
- 1989
  - 10 сентября на реке Дунай около Галаца пассажирское судно «Mogoșoaia» шедшее под флагом Румынии столкнулось в тумане с болгарским буксиром «Петър Караминчев». Официально было объявлено о 118 погибших в в дунайской катастрофе[рум.], однако многие считают эту цифру сильно заниженной социалистической пропагандой[197][198][199].
  - сентябрь — индонезийский грузопассажирский паром «Si Mawar Pate» перевернулся к северу от Бали; итог трагедии: более 100 погибших и пропавших без вести[200].
- 1990
  - 14 января бангладешский паром затонул на реке Дхалешвари близ Муншиганджа; в результате кораблекрушения около 100 человек погибли и пропали без вести[201].
  - 28 января паром «M.L. Azmiri», шедший под флагом Бангладеш, столкнулся в тумане с грузовым судном на реке Шиталакшья; 100—150 погибших и пропавших без вести[196][200][202].
  - февраль — паром «Donggua» (КНР) затонул в водах реки Янцзы в провинции Аньхой после столкновения; итог катастрофы — 113 погибших[200].
  - 6 апреля на реке Гьяинг в сильную непогоду затонул бирманский двухпалубный паром «Sein San Pya»; погибло 215 человек[13][203][204].
  - 7 апреля в результате пожара в проливе Скагеррак затонул шведский морской паром «Скандинавиан Стар». Жертвами трагедии стали 158 человек[205][206].

## 1991—2000
| Название корабля | Количество погибших | Страна приписки | Дата катастрофы       | Место катастрофы | Причина катастрофы                                     |
| ---------------- | ------------------- | --------------- | --------------------- | ---------------- | ------------------------------------------------------ |
| «Salem Express»  | ~ 950               | Египет          | 15 декабря 1991 года  | Красное море     | Человеческий фактор                                    |
| «Букоба»         | 894                 | Танзания        | 21 мая 1996 года      | Виктория         | Человеческий фактор                                    |
| «Эстония»        | 852                 | Эстония         | 28 сентября 1994 года | Финский залив    | шторм, человеческий фактор, несовершенство конструкции |

- 1991

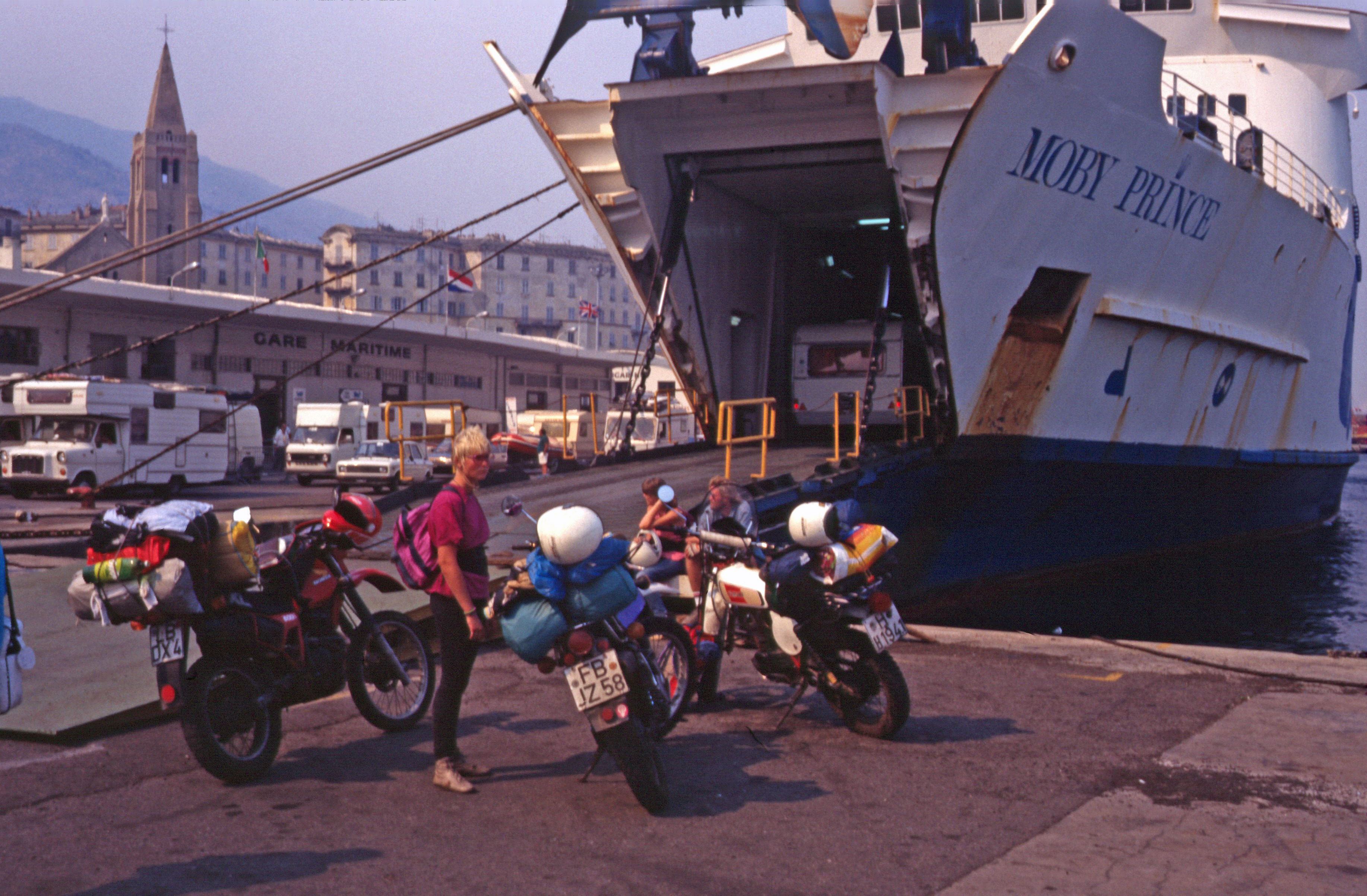
«Моби Принс» («Moby Prince»)

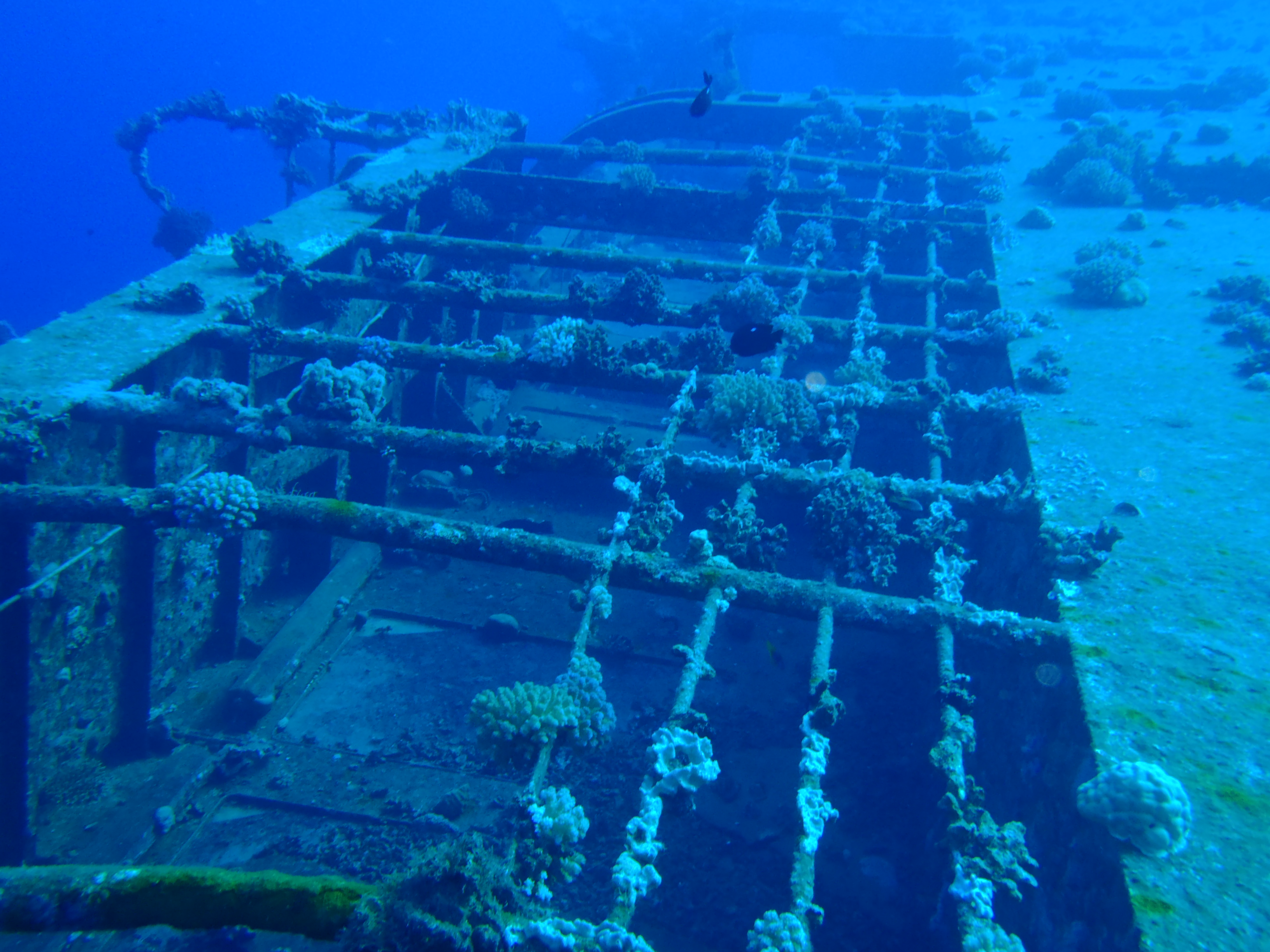
«Салем экспресс»
(«Salem Express»)

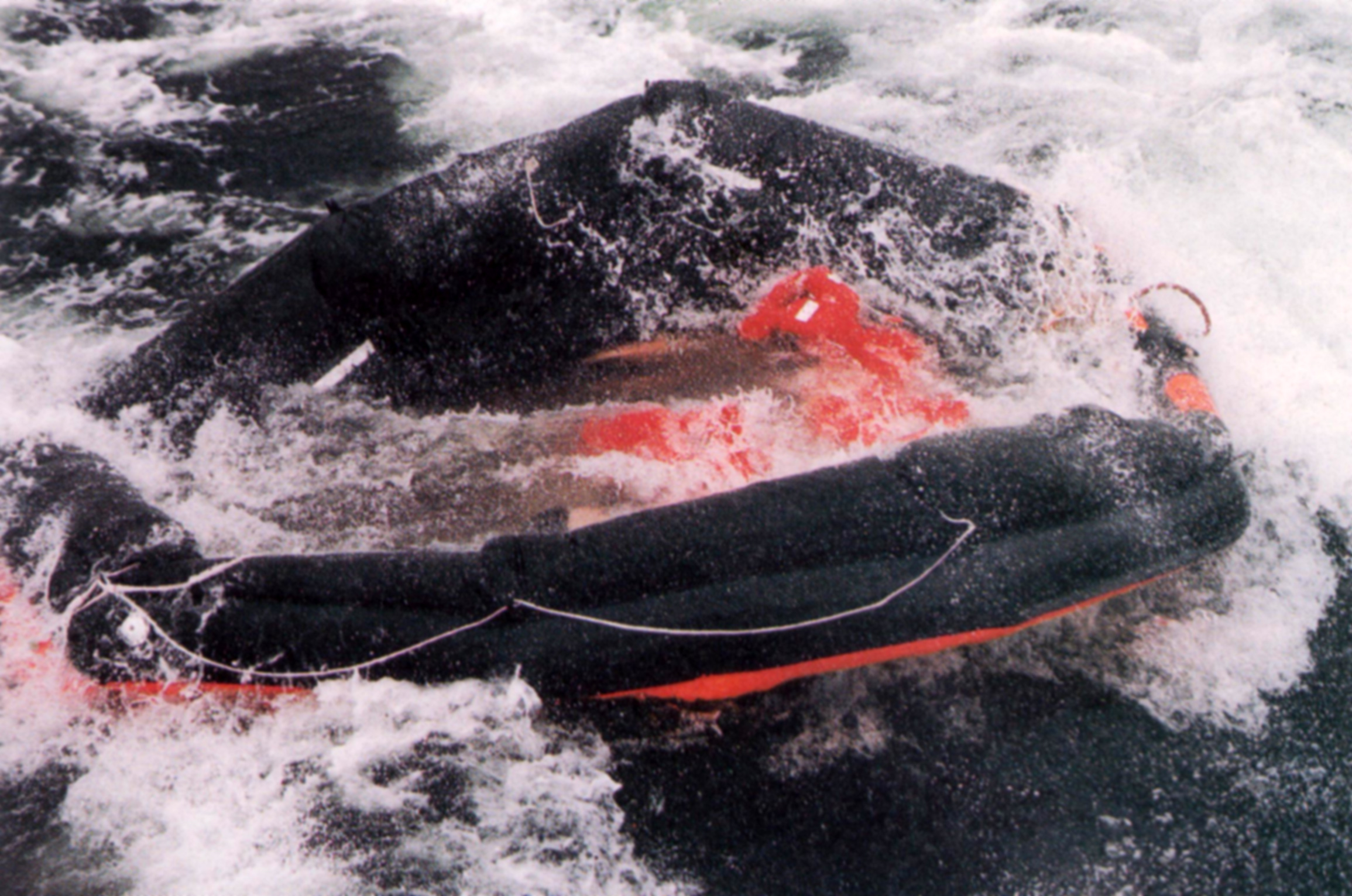
Фото с места крушения «Эстонии»

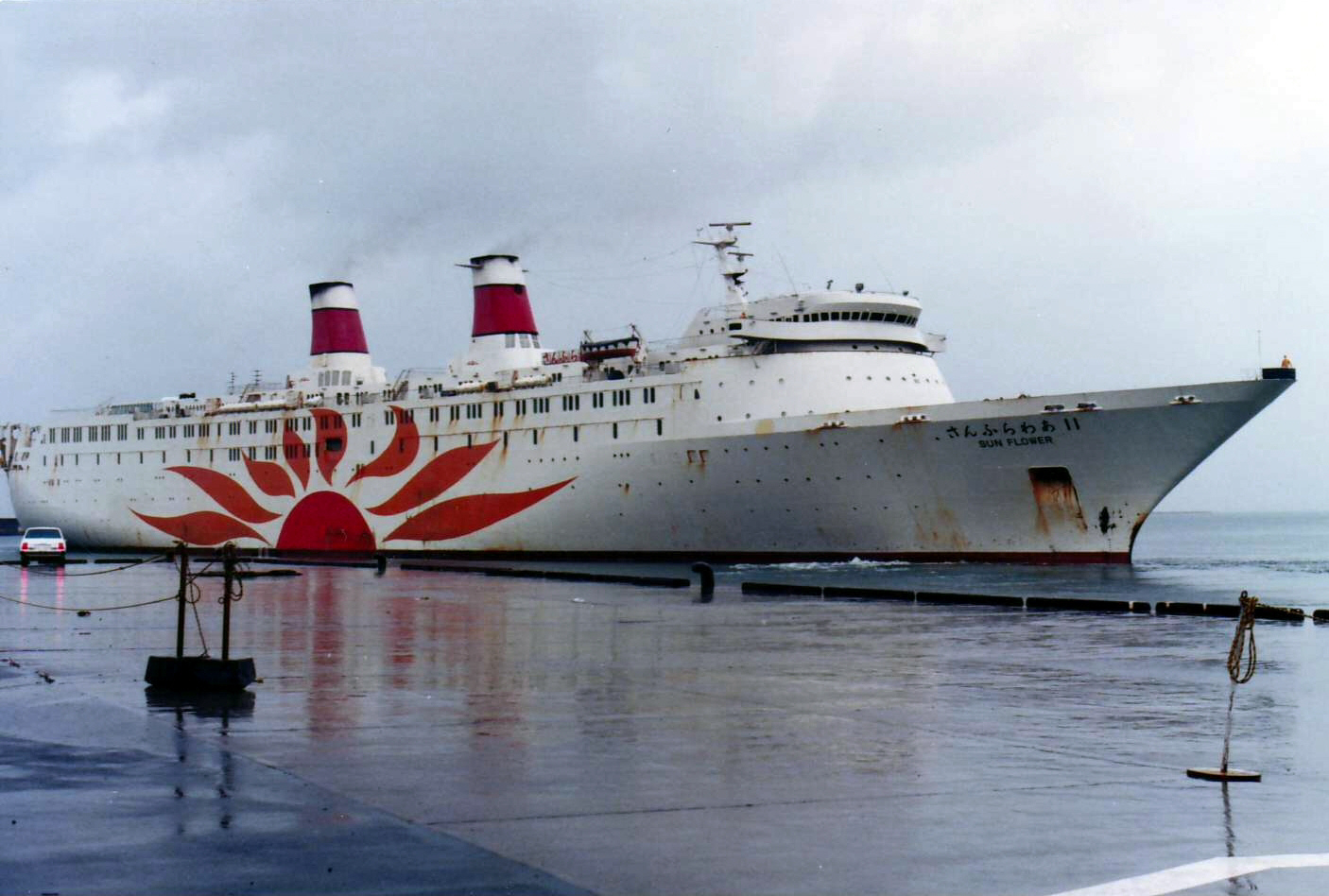
Принцесса Ориента

Мемориал погибшим на «Курске»

  - 1 марта судно с сомалийскими беженцами наскочило на риф у побережья Конго; в катастрофе погибло 153 человека[207].
  - 10 апреля сработало взрывное устройство заложенное террористами на итальянском пароме «Моби Принс» (англ. «Moby Prince»); потеряв управление судно столкнулось возле Ливорно с танкером и затонуло; погибло 140 человек[13][206].
  - 15 декабря в Красном море, выполняя пассажирские перевозки между городом Джидда и Суэцем, налетел на рифы египетский теплоход «Салем экспресс» после чего быстро затонул. В катастрофе погибло около 950 человек[6][208].
- 1992
  - март — в Сиамском заливе, близ города Сирача, таиландский паром «Sathit» столкнулся с танкером-химовозом; навигационная ошибка привела к гибели 130 человек.
- 1993
  - 17 февраля близ города Порт-о-Пренс (Республика Гаити) перевернулся пассажирский паром «Нептун» (англ. «Neptune»); погибло более 500 человек[13][206].
  - 26 марта неподалёку от Барисала, во время шторма на реке Тентулия[англ.], затонул бангладешский паром; в результате ЧП погибло 175 человек[209][210].
  - 2 июля в провинции Булакан (Филиппины), во время религиозного фестиваля (англ. Bocaue Pagoda Festival ), перегруженный людьми плот разрушился на воде; трагедия унесла жизни более 200 человек пришедших на этот праздник[211][212].
  - 10 октября в Жёлтом море близ Кореи был перевёрнут налетевшим шквалом и затонул паром «West Sea Ferry»; погибло 285 человек[13][206].
- 1994
  - 29 апреля на линии «Likoni Ferry» перевернулся и затонул перегруженный сверх всякой меры паром «Mtongwe One» (Кения); пренебрежение правилами судоходства привело к гибели 272 человек, среди которых были женщины и дети[213].
- 20 августа в реке Мегхна, близ города Динар (Бангладеш), затонул, попав в водоворот, перегруженный паром; жертвами разыгравшейся трагедии стали более 200 человек[214].
  - 28 сентября затонул эстонский паром «Эстония» судоходной компании «Estline», в результате крушения пропали без вести 757 человек и погибли 95 человек из 989 находившихся на борту пассажиров и членов экипажа[6][215].
  - 2 декабря в Манильском заливе филиппинский паром «Cebu City»[англ.] столкнулся с сингапурским танкером «Kota Suria». Были найдены тела 73 погибших, 41 человек пропал без вести[216] (по другим данным погибло и пропало без вести 140 человек[217]).
- 25 — 26 декабря старое крохотное судёнышко с неизвестным названием, условно обозначаемое «Sinking of F174»[англ.], перевозившее нелегальных иммигрантов, затонуло близ города Портопало-ди-Капо-Пассеро (Сицилия); 283 погибших[218].
- 1996
  - 21 января во время сильного шторма, у берегов северной Суматры (в шести милях от Сабанга) затонул перегруженный паром «Гурита» (англ. «Gurita») шедший под флагом Индонезии; катастрофа привела к смерти 340 человек[13][219][220].
  - 21 мая в Танзании на озере Виктория затонул пассажирский паром «Букоба», жертвами катастрофы стали 894 жителя чёрного континента[221].
- 1997
  - 8 сентября грузопассажирский паром «La Belle Gonaivienne» (Республика Гаити), следовавший из населённого пункта Анс-а-Галет[англ.] в Порт-о-Пренс затонул близ города Монтроуис[англ.]; спасти удалось лишь половину пассажиров попавших в беду (около 300 человек) число погибших составило от 300 до 400 человек. наиболее вероятной причиной катастрофы был назван перегруз коммерческого судна с целью извлечения максимальной прибыли от злополучного рейса[222].
  - сентябрь нигерийский паром «Olodiama» был протаранен буксиром вблизи Порт-Харкорт; в результате столкновения погибли 130 человек[223].
- 1998
  - 8 сентября близ побережья Гаити потерпело крушение судно «Pride of la Gonave» шедшее под гаитянским флагом; происшествие унесло жизни более 200 человек[13][220].
  - 6 февраля корабль «Харта Римба» (англ. «Harta Rimba»), перевозивший пассажиров без соответствующей лицензии и разрешений на осуществление данной деятельности, потерпело крушение в Южно-Китайском море; отсутствие навыков у экипажа и недообеспеченность средствами спасения утопающих привели к гибели 325 человек[13][220][224].
  - 18 сентября филиппинский паром «Принцесса Ориента»[англ.], который принадлежал судоходной компании «Sulpicio Lines», перевернулся и затонул во время сильного тайфуна вблизи острова Острова Фортуны[англ.] в провинции Батангас; итог кораблекрушения — 150 погибших[225].
  -  — около 200 человек утонули в Гвинее-Бисау, пытаясь покинуть район боевых действий между мятежниками и правительственными войсками связанных с июньской попыткой военного переворота[226][227][228].
- 1999
  - 7 февраля индонезийский паром «Harta Rimba» затонул после удара большой волны; проблемы с двигателями усугубили ситуацию и корабль погиб. Из 332 человек на борту лишь 19 были спасены проходящими мимо кораблями спустя два дня после катастрофы; по неизвестным причинам сигнал бедствия — «SOS» с «Harta Rimba» не был отправлен, и о катастрофе стало известно только из уст выживших; спасательная операция существенно запоздала, что и стало причиной огромного числа жертв[229][230].
  - 8 мая вблизи побережья муниципалитета Лакшмипура, попав в водоворот во время шторма затонул паром «Dwipkanya» (Бангладеш); по разным оценкам в катастрофе погибли от ста до трёхсот человек[196].
  - 20 октября к западу от Новой Гвинеи затонуло индонезийское судно «KM Bimas Raya II»; 275 человек погибло, спасатели смогли выручить только 26[231].
  - 24 ноября после возникшего пожара затонул паром «Дашун» (англ. «Dashun»); погибли 290 человек[13].
  - 11 декабря двухпалубный паром «ML Falguni» затонул в реке Мегхна; более 200 погибших[196][232][233].
- 2000
  - 1 мая во время шторма на реке Мегхна (Бангладеш) перевернулись два парома; найдены тела 96 погибших, около 100 человек пропали без вести[196].
  - 29 июня близ от Сулавеси потерпел крушение паром «Кахая Бахари» (англ. «Cahaya Bahari»); погибло 492 человека.
  - 12 августа российский атомный подводный ракетоносный крейсер проекта 949А «Антей» К-141 «Курск» затонул в Баренцевом море, в 175 км от Североморска. Все 118 членов экипажа, находившиеся на борту, погибли. По количеству погибших авария стала второй в послевоенной истории советского и российского подводного флота после взрыва боезапаса на дизель-электрической подводной лодке Б-37 (122 погибших)[234][235].
  - 29 декабря на реке Мегхна (Бангладеш) столкнулись в тумане два парома; по разным оценкам в столкновении погибло от 158 до 176 человек[196][236].